# Ohře
Ohře (někdy také Ohara, Oharka, německy Eger) je řeka v Německu a na severozápadě České republiky, levostranný přítok Labe. Její tok je dlouhý 316 km, z toho 246,55 km se nachází na území České republiky. Povodí má rozlohu 5614 km², z toho 4601 km² v České republice.

## Historie
Dolní část řeky Ohře se zformovala až během čtvrtohor. Původně Ohře tekla údolím dnešní řeky Bíliny.
Názvy Ohře i Ohara patrně vzešly z jejího keltského pojmenování Agara (Ag znamená losos, Ara znamená tekoucí voda). Tomu odpovídá i její německý název Eger. Někdy se však význam keltského názvu Agara vykládá jako měsíční řeka. Jiná teorie přisuzuje původnímu keltskému nebo předkeltskému jménu významy jako hbitost a bystrost.
Název Ohře nese také planetka s katalogovým číslem 4801 objevená 22. října 1989 na Kleti Antonínem Mrkosem.

## Stručný průběh toku
Od svého pramene v Horních Francích na území Bavorska v Německu protéká Ohře německou částí Smrčin a u zaniklé osady Pomezná se dostává na české území.
Řeka teče od západu k východu územím Karlovarského kraje. Po opuštění Smrčin protéká postupně geomorfologickými celky Chebskou pánví, Sokolovskou pánví, Slavkovským lesem a Doupovskými horami. Před obcí Okounov přitéká do Ústeckého kraje. U okraje Kadaně opuští Doupovské hory a protéká Mosteckou pánví až k Postoloprtům. Za městem již pokračuje v Dolnooharské tabuli až do Litoměřic, kde se vlévá do Labe.

## Podrobný průběh toku

### Na území Bavorska

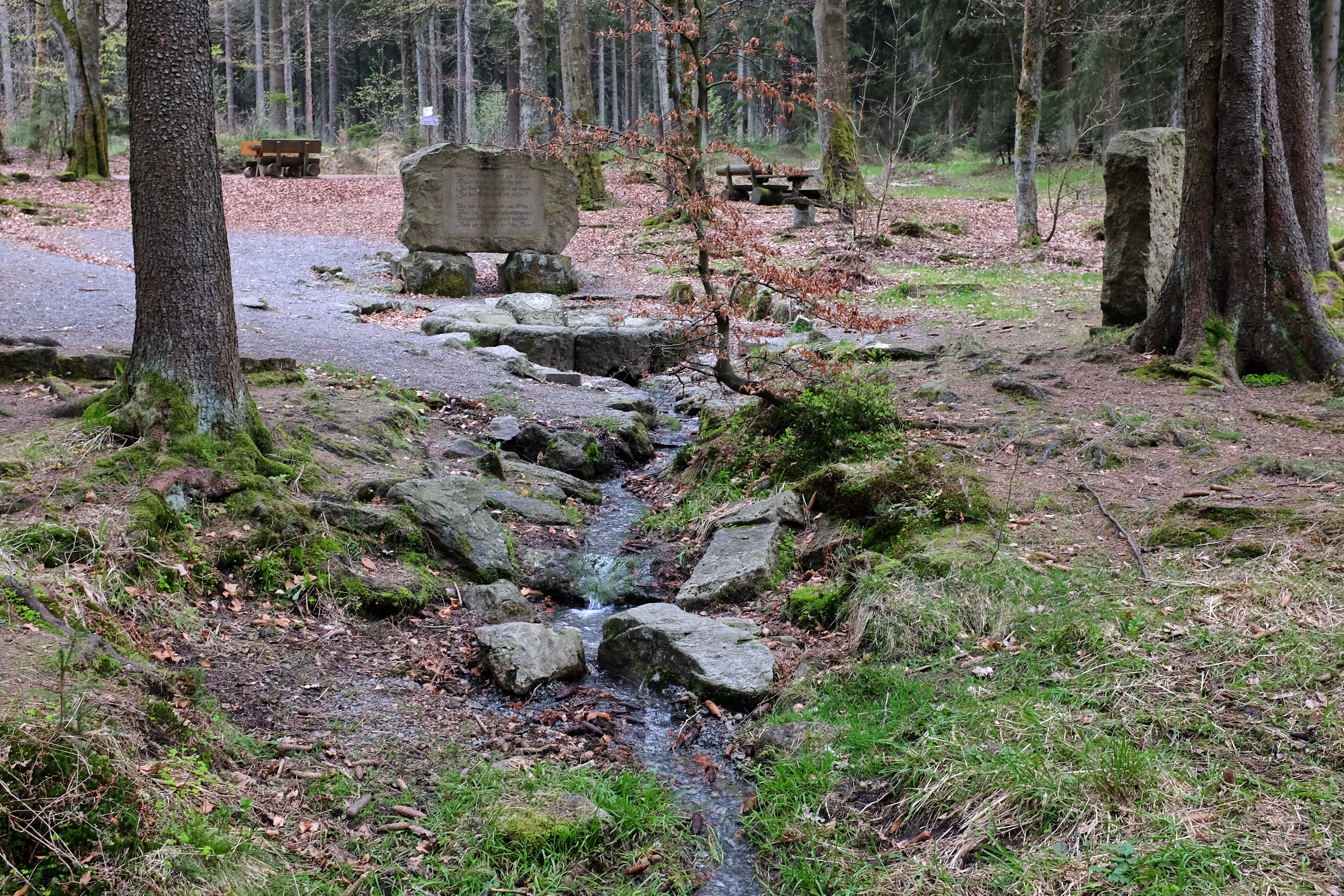
Pramen Ohře a žulový blok

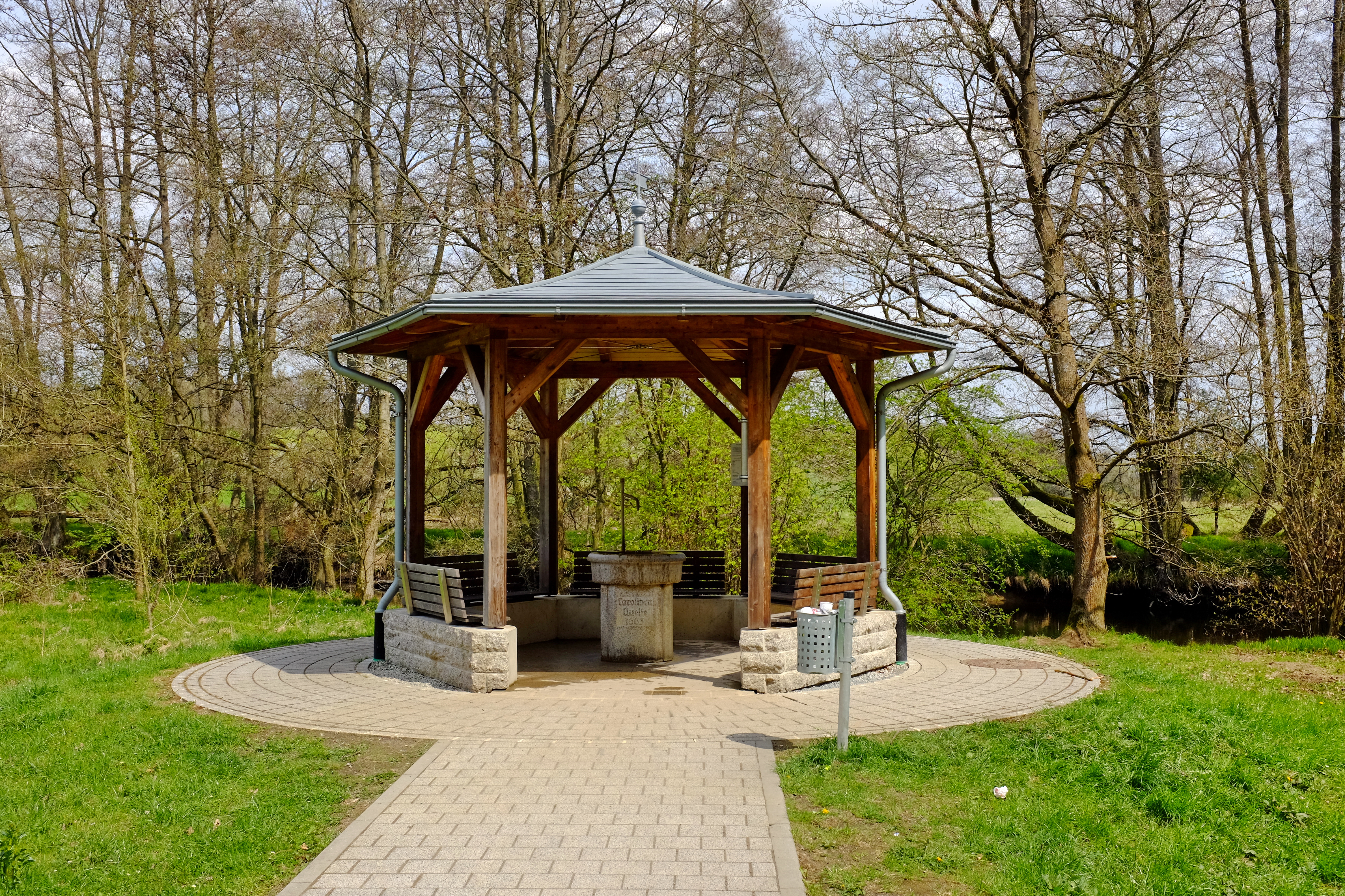
Karolínin pramen u Hohenbergu

Ohře pramení v Německu ve spolkové zemi Bavorsko, v Horních Francích v Zemském okresu Wunsiedel im Fichtelgebirge. Pramen Ohře se nachází v nadmořské výšce 752 m na severozápadním úpatí hory Schneeberg (1051 m), nejvyšší hory Smrčin.
Pramen je obložen dvanácti hrubě tesanými žulovými kameny. Na nich jsou vytesána jména měst či obcí, která se na úpravě pramene podílela a kterými Ohře protéká. Čelní kámen, o něco vyšší a mohutnější i se znakem města, patři městu Cheb. Ostatní kameny nesou jména Weißenstadt, Marktleuthen, Kynšperk (Königsberg), Sokolov (Falkenau), Loket (Elbogen), Karlovy Vary (Karlsbad), Rybáře (Fischern), Klášterec (Klösterle), Kadaň (Kaaden), Žatec (Saaz) a Postoloprty (Postelberg). Úprava pramene byla provedena z iniciativy města Cheb roku 1923. Práce provedla kamenická firma Grasyma z Wunsiedelu. Oficiální posvěcení pramene se konalo na první Svatodušní svátek roku 1924.
Bezprostředně u obruby pramene stojí na dvou kamenných kvádrech pravoúhlý žulový blok s vytesaným, mírně pozměněným textem z písně Podersamer Heimatklänge:
| Německý text na žulovém bloku Als der Knabe kam zur Eger: „Eger, sprich, wo eilst du hin?“ „Zu der Elbe“, rauscht es reger, „Zu der Elbe muß ich zieh'n!“ Als der Knabe kam zur Elbe, war die Antwort inhaltsschwer; Donnernd braust zurück dieselbe: „Und ich muß ins deutsche Meer!“ | Volný překlad Přišed k Ohři chlapec ptá se: „Kam tak spěcháš? Řekni mi!“ „Mířím k Labi" zurčí bujně, "Až tam musím dotéci." A když k Labi chlapec došel, mocněji zní odpověď: "Dál do německého moře" stejná řeka hřmí mu zpět. |  |

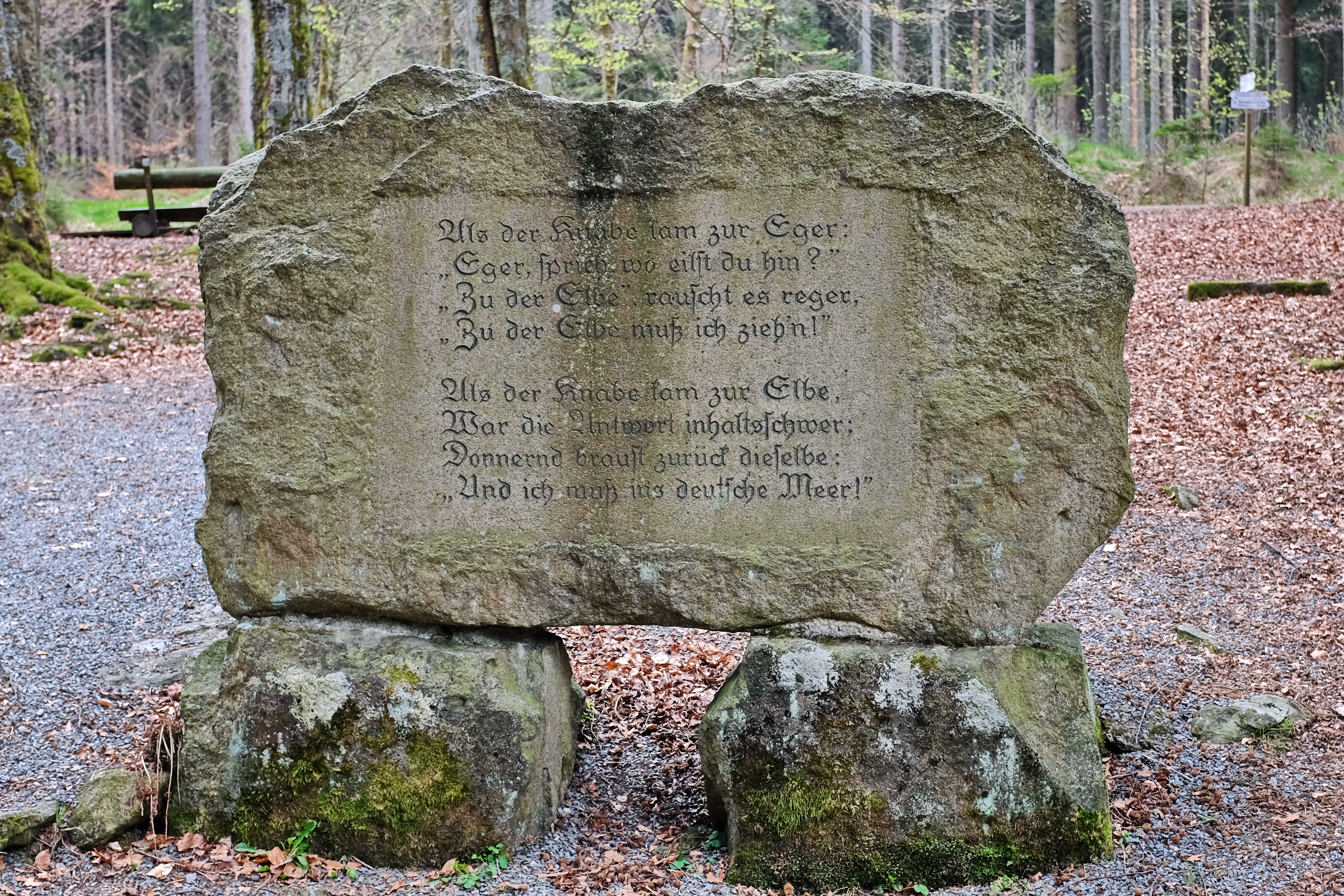
Žulový blok s textem

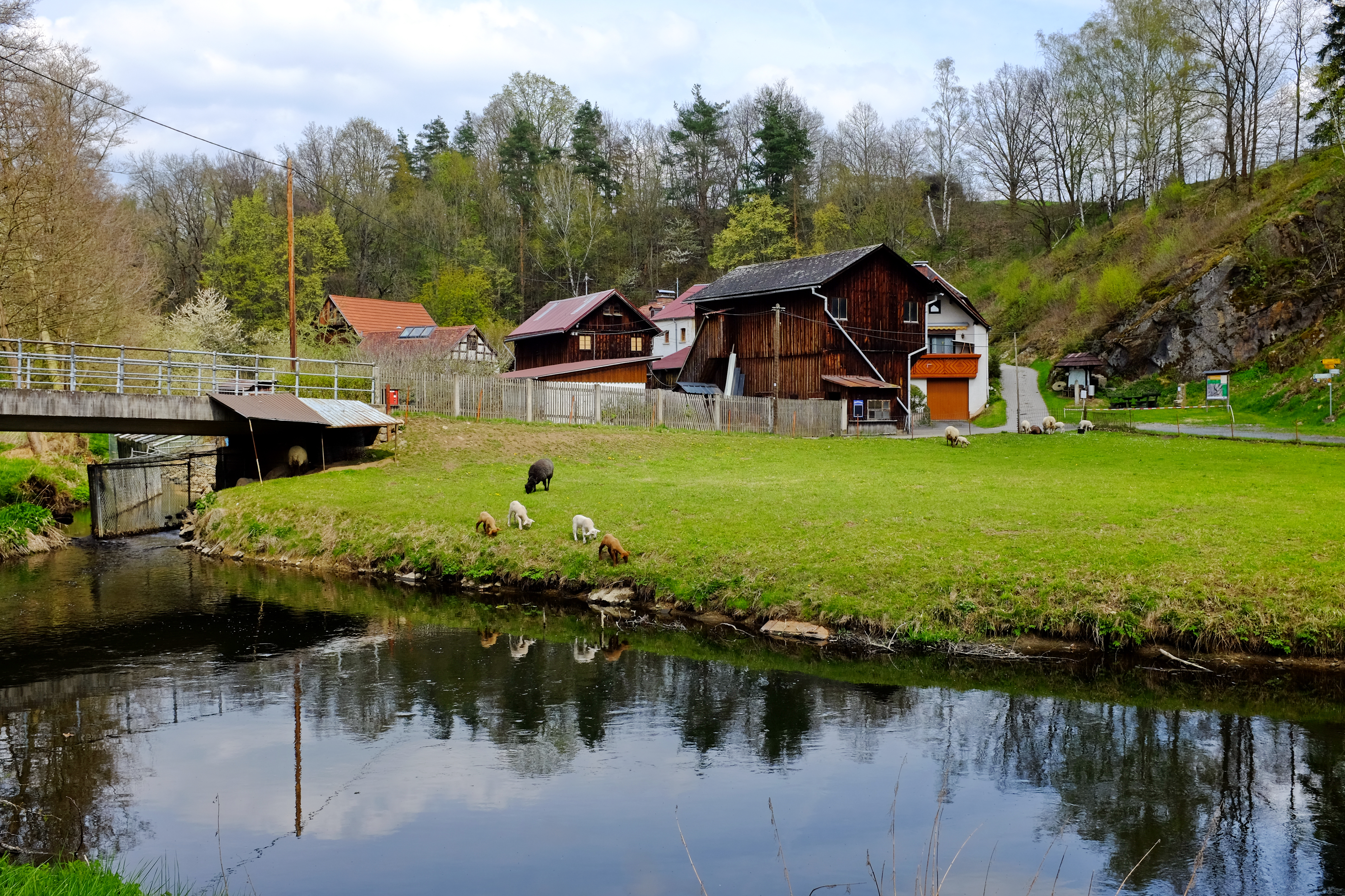
V Hohenbergu u Hammermühle

Na opačné straně žulového bloku je vytesán nápis Egerquelle a rok 1923.
Současný pramen Ohře však není tím původním. Dříve byl za pramen Ohře považován jiný pramen, od současného vzdálený přibližně 1,4 km východněji. Nachází se nad mlýnem Weißenhaider Mühle a jeho pramen se označuje jako Alte Egerquelle (Starý pramen Ohře). Příslušný krátký potok, jenž se do Ohře vlévá nad osadou Voitsumra, je dnes pojmenován jako Zinnbach (Cínový potok) či Alte Eger (Stará Ohře).
Poblíž pramene je pamětní kámen, vztyčený roku 1955 sudetskými Němci, odsunutými ze své původní vlasti.
Na podzim toku 2015 pramen Ohře v důsledku horkého léta a teplého podzimu vyschnul. Informovala o tom jak německá, tak i česká média.
To ale už (rok 2017) neplatí a smrkovým lesem již potůček opět proudí do údolí. Přístup k prameni je z parkoviště u silnice spojující Bischofsgrün s Weißenstadtem. Vzdálenost od parkoviště k prameni činí necelých 200 m.
Na úbočích Schneebergu a přilehlých vrchů probíhá v nadmořské výšce 700 až 800 m hranice čtyř rozvodí. Kromě Ohře to jsou rozvodí řek Náby, Sály a Mohanu.
K Ohři se vztahuje řada bájí a pověstí. Jedna z nich vypráví o strážkyni pramene, krásné víle Sibyle, která patřila ke dvanácti družkám víly Egérie, královny celé řeky. Pro svou dobrotu a léčitelské schopnosti byla známá v celých Smrčinách. Její krása oslnila mladého rytíře Arnolda z nedalekého hradu, který ji spatřil sedět na velkém balvanu v řece. Po čase se s ní setkal znova a hned jí požádal o ruku. Víla však pravila, že je zaslíbena panenskému stavu a navíc nesmí opouštět okolí pramene, neboť má úkol jej chránit. Rytíř se tedy vydal do Kadaně do křišťálového paláce královny Egérie a požádal ji, aby Sibylu zbavila oné služby. Ta mu řekla, že Sibylininu službu nemůže zrušit, neboť ta musí trvat navěky. Požádala jej, aby se stal ochráncem řeky. Odměnou mu bude to, že jeden den v roce se bude moci se Sibylou setkat. Arnold řeku vzorně chránil a každoročně v určený den u pramene rozprávěl se Sibylou. Ani on se nikdy neoženil, a když v jedné válečné vřavě zahynul, Ohře se od pramene až po soutok s Labem divoce rozvodnila, to jak Sibyla ronila slzy pro svého rytíře.
Prvním městem, kterým Ohře protéká je Weißenstadt. Před městem napájí spolu s dalšími menšími vodními toky velké jezero Weißenstädter See, hojně využívané k rekreaci a vodním sportům. Po opuštění jezera už má Ohře charakter malé řeky a protéká obcí Röslau a pokračuje do města Marktleuthen, mezi osadami Schwarzenhammer a Hendelhammer na území města Thierstein se do Ohře vlévá zleva Račí potok (německy Selbbach) pramenící na českém území u Aše a dále pokračuje Ohře až k Česko-bavorské státní hranici. Na skále se nad řekou vypíná starobylý hrad v městě Hohenberg an der Eger. Před mostem u silnice k hradu stojí u Pfeiffermühle socha dudáka, připomínající dávné hudební tradice chebského pomezí. Zde, jen několik metrů od levého břehu Ohře, již na českém území, se nad řekou zvedá přírodní rezervace Stráň u Dubiny, pojmenovaná po zaniklé české osadě Dubina.
Okolo Hammermühle teče řeka podél státní hranice, těsně u pravého břehu vyvěrá v říční nivě minerální Karolínin pramen (Carolinenquelle), objevený roku 1663 a roku 1824 pojmenovaný po bavorské královně Karolíně.. Lidé z okolí si k upravenému prameni chodí nabírat minerálku do láhví, informace o historii a chemickém složení minerálky lze číst v němčině i češtině na informačním panelu u altánku podchyceného vývěru.
Na česko-bavorském pomezí jsou hranice ve vodních tocích stanoveny jako pohyblivé kromě řeky Ohře. U ní hraniční linie probíhá pevným přímým směrem, nikoliv v řece, ale podél ní. Výjimkou jsou v úseku hraniční mezníků číslo 20 až 21C hranice vedena po českém, tedy levém břehu Ohře a v úseku hraničních mezníků 21 až 22 zase po bavorském, tedy pravém břehu. Výjimkou je lokalita u hraničního přechodu pro turisty Dubina-Hammermühle u hraničních mezníků 20/5, kde původní bavorský mlýn stojí na levém břehu Ohře a hranice je posunuta až za něj, tedy hraničních mezníků 20/1 až 20/6). Podrobná regulace tříkilometrové hraniční linie po obou březích Ohře včetně výjimky u mlýna se váže ke hraničnímu statutu z roku 1862. V terénu regulaci deklarují mezníky s letopočtem 1844. Tok řeky pokračuje podél státní hranice a po přibližně 250 m státní hranici překročí a dále již teče na českém území.

### Na území Karlovarského kraje

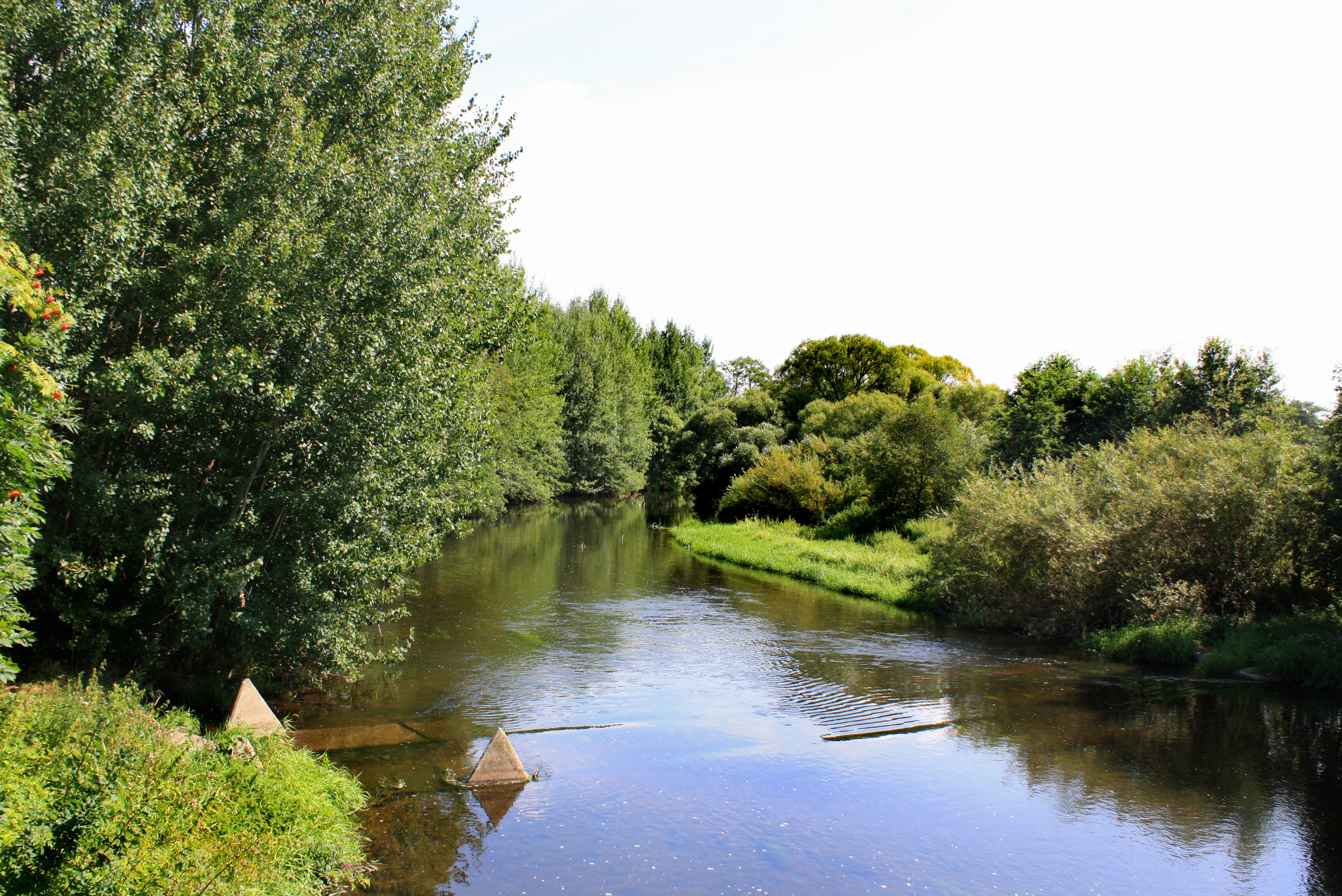
Ohře u Chocovic

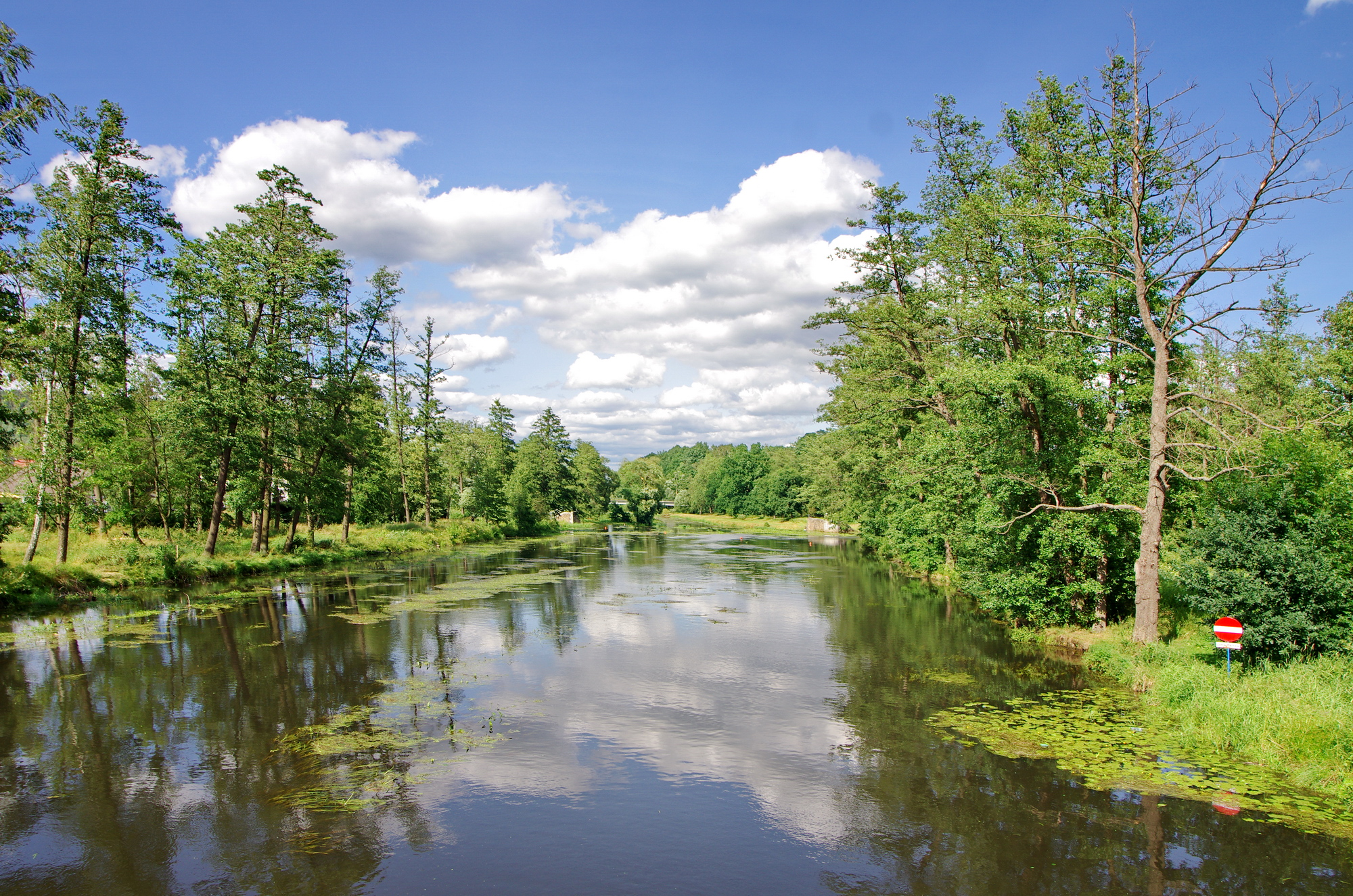
Ohře v Kynšperku nad Ohří

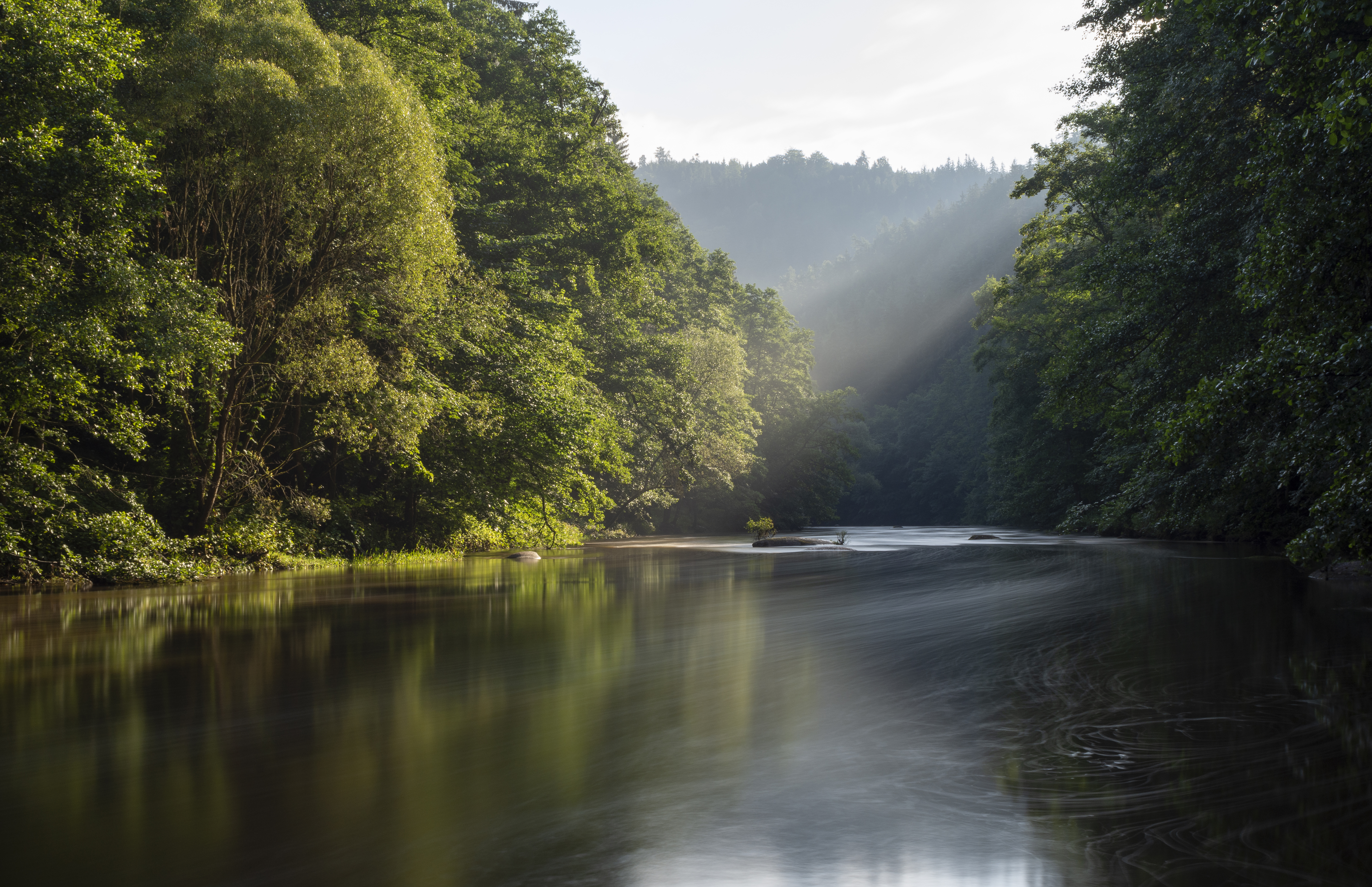
Kaňon Ohře

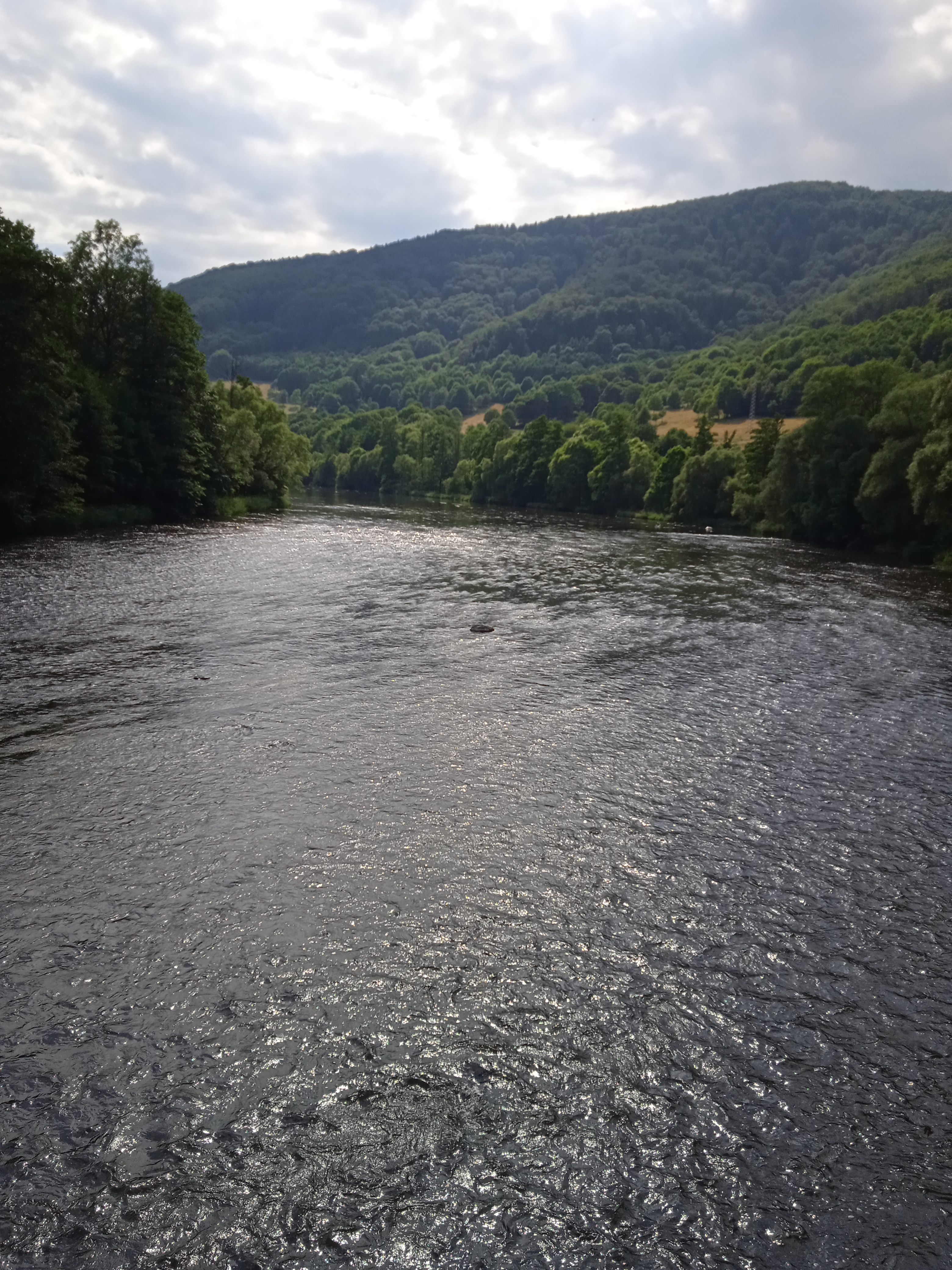
Ohře v Boči před soutokem s Bočským potokem

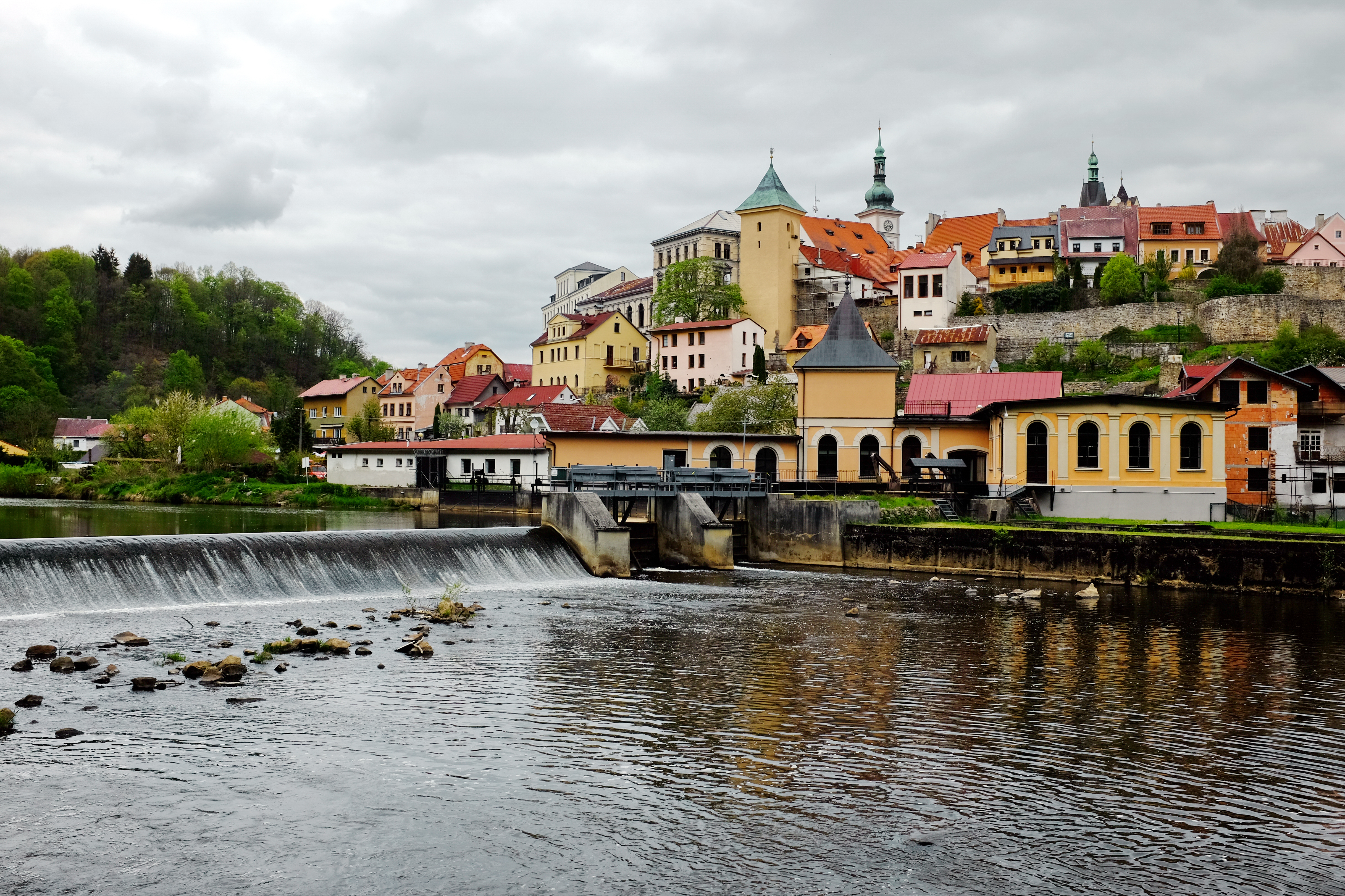
Ohře v Lokti

Na české území vstupuje Ohře u zaniklé obce Pomezná, ze které se zachovala pouze ruina věže tvrze a hradu Pomezná. Zde se do Ohře vlévá Reslava, jejíž délka toku na českém území činí pouhých 2,4 km. Řeka protéká přírodní rezervací Rathsam, vodní nádrží Skalka a Chebem. Nad pravým břehem se na návrší zvedá starobylý chebský hrad. Za Chebem u Chocovic vtéká Ohře do evropsky významné lokality Ramena Ohře. V této meandrující části řeky, kde se meandry někdy otáčejí téměř o 180°, se nachází mnoho slepých ramen, často vytvářejících někde soustavy propojených ramen. Nedaleko pravého břehu se nachází zámek Mostov a řeka pokračuje ke Kynšperku nad Ohří. Již v Sokolovské pánvi protéká Dasnicemi a Šabinou, před Černým mlýnem u elektrárny Tisová opouští evropsky významnou lokalitu a přitéká k Sokolovu, ještě před městem se z Ohře odebírá voda pro umělé jezero Medard. Za Sokolovem v Královském Poříčí se na statku Bernard nachází ojedinělá expozice řeky – Centrum řeky Ohře. Byla vybudovaná v letech 2009 až 2011 a slouží jako zábavně naučná výstava. Pomocí interaktivních modelů představuje zajímavosti celého toku Ohře od pramene až k soutoku s Labem. Expozice v interiéru východního křídla statku zahrnuje mnoho statických i pohyblivých modelů. Na nádvoří je umístěný umělecky volně zpracovaný model pramene Ohře od sochaře a malíře Jiřího Černého.
Řeka podtéká silniční most na dálnici D6 a v sevřeném údolí až do Starého Sedla protéká přírodní památkou Údolí Ohře. Ze strmých svahů vystupujícími skalními bloky, ve kterých se vytvořily pseudokrasové jeskyně. Pseudokrasové jevy souvisejí s boční výmolovou činností Ohře.
V Lokti opouští řeka podkrušnohorské pánve, obloukem obtéká město Loket a pokračuje územím Slavkovského lesa. Zároveň se přiblíží k severnímu okraji CHKO Slavkovský les. Na strmém skalním ostrohu se vypíná loketský hrad z první poloviny 13. století. Odtud až do Karlových Varů teče chráněným územím i evropsky významnou lokalitou Kaňon Ohře. Ještě předtím, než dospěje k Doubí, protéká bájemi a pověstmi opředené místo, národní přírodní památku Svatošské skály. Tvoří je množství skalních pilířů, hranolů a jehlanů. Skalní útvary byly vytvořeny postupným zvětráváním a odnosem žulových bloků, činností řeky i erozivním působením mrazu.
Jedna z mnoha různých pověstí vypráví o tom, že se jedná o svatební průvod Jana Svatoše, který nechala změnit v kámen vodní víla z Ohře, protože Svatoš porušil svůj slib, že se nikdy neožení. Ten slib jí dal Jan Svatoš (Hans Heiling) za protislužbu, že ho víla zasvětí do černé magie. Zamiloval se však do pozemské dívky a mělo dojít ke svatbě. Nedodržení jeho slibu odnesli spolu s ním ve svatební den i ostatní svatebčané, a všichni kletbou víly do jednoho zkameněli. Místo inspirovalo mnoho významných osobností, mimo jiné i J. W. Goetha, který místo několikrát navštívil. Pověst o Hansi Heilingovi byla pravděpodobně jedním z mnoha inspiračních zdrojů Goethova díla o Faustovi, na kterém pracoval celý život.
Nad levým břehem Ohře se na vyvýšeném skalním suku nachází pozůstatky starého hradiště Tašovice, jehož první osídlení spadá do období mezolitu (10 000 – 8000 př. n. l.).
Za Karlovými Vary přitéká Ohře do Doupovských hor. Nad pravým břehem ve svahu nad obcí Šemnice se zvedá znělcová kupa, přírodní památka Šemnická skála a jen o něco dál, na úpatí pravěké sopky, unikátní geologický jev, národní přírodní památka Skalky skřítků. Zde řeka Ohře při jejím zahlubování ve vulkanických vrstvách obnažila kanálkovité dutiny, pravděpodobně po vyhnilých kmenech třetihorních stromů, zalitých sopečnou lávou.
Peřejnatým úsekem přitéká ke Kyselce, kdysi půvabným lázním, které proslavil zejména Heinrich Mattoni a jím do celého světa expedovaná minerální voda. Nad Kyselkou stojí na kopci Bučina (582 m) stejnojmenná rozhledna, ze které je ve směru toku vidět úsek Ohře až k Radošovu. Na staré královské cestě z Prahy do Lokte protéká Ohře v Radošově pod historickým dřevěným mostem se sedlovou šindelovou střechou.
Řeka protéká Velichovem, Vojkovicemi a Stráží nad Ohří. Ještě než dospěje do vesnice Boč zvedá se nad levým břehem nápadná skála s čedičovými sloupy chráněné přírodní památce s pojmenováním Čedičová žíla Boč.

### Na území Ústeckého kraje

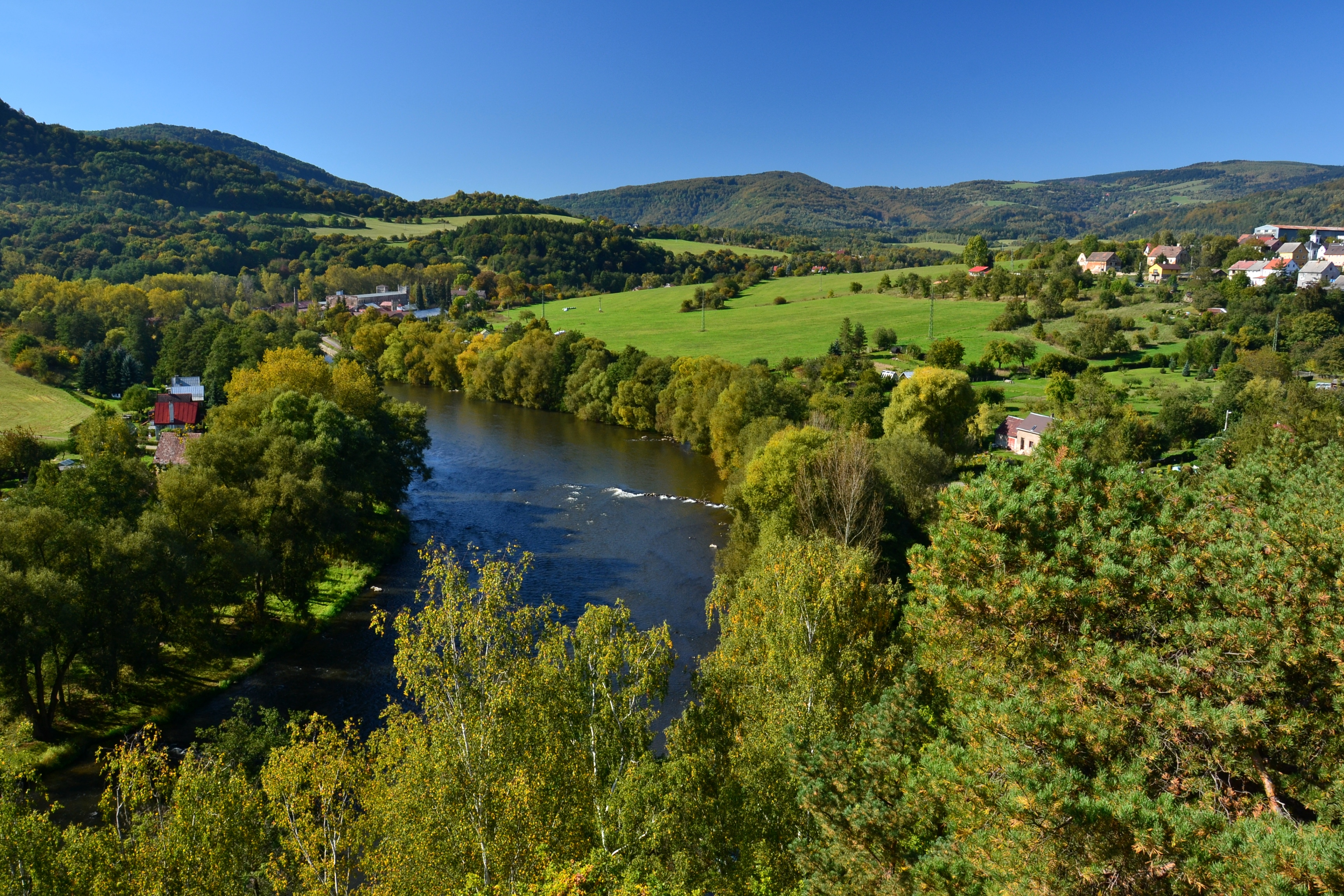
Ohře pod vesnicí Černýš

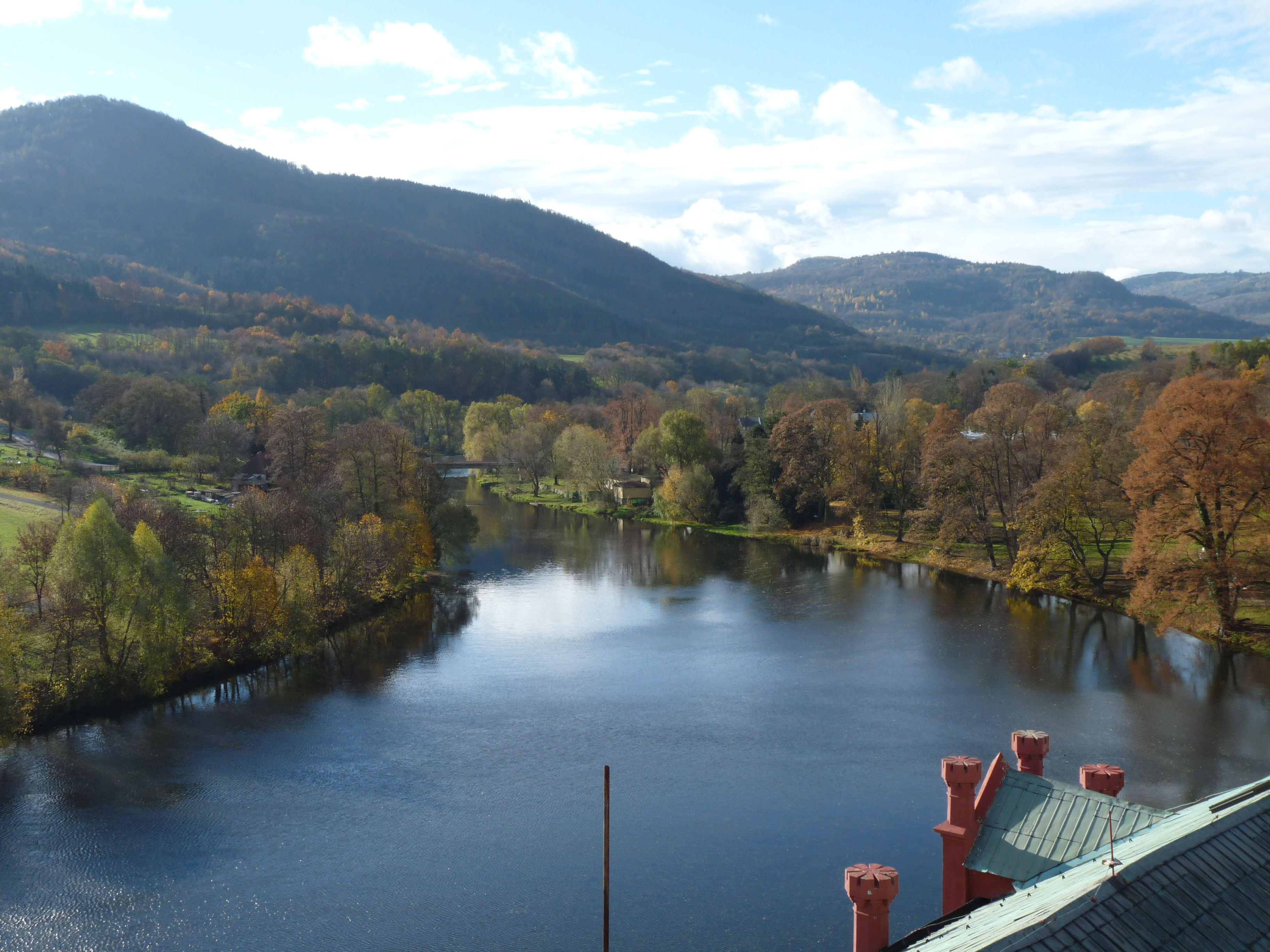
Ohře v Klášterci nad Ohří

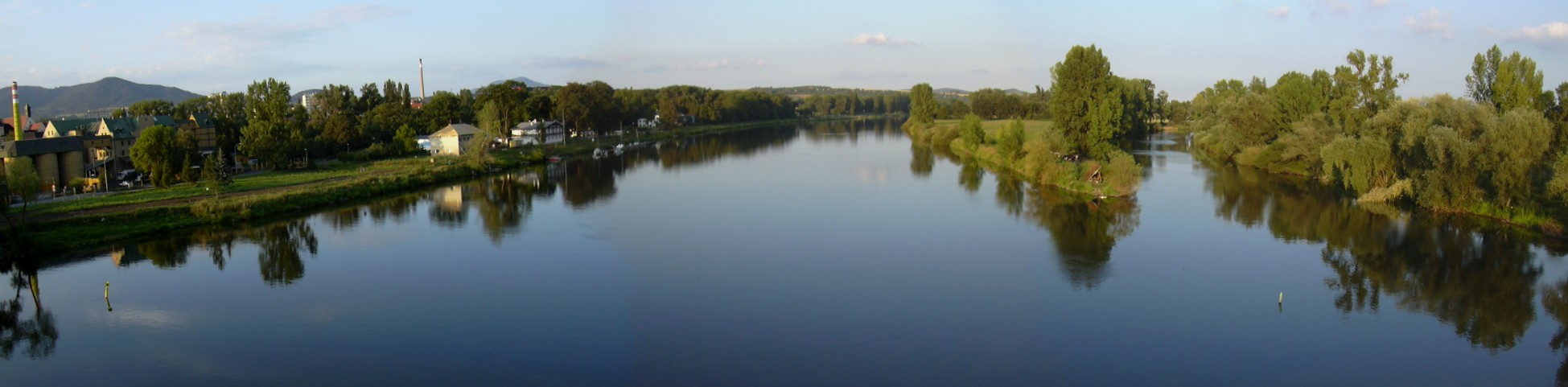
Soutok Labe (vlevo) a Ohře (vpravo) v Litoměřicích

Za Bočí, na hranici okresů Karlovy Vary a Chomutov a k. ú. Korunní a Okounov, vtéká Ohře do Ústeckého kraje.
Řeka pokračuje přes vesnici Lužný, za ní se u levého břehu nad soutokem s Hučivým potokem rozkládá přírodní památka s názvem Louka vstavačů u Černýše s bohatým výskytem prstnatce májového. Nedaleko vesnici Kotvina se nad levým břehem zvedá výrazný vrch Šumburk se ruinou hradu Šumburk.
Řeka přitéká k městu Klášterec nad Ohří, kde u levého břehu vyvěrají známé minerální prameny. Jejich historie započala roku 1881, kdy místní občan narazil při kopání studně na lahodnou mineralizovanou vodu s příjemně kyselou příchutí. Koncem 19. století zde vznikly lázně. V roce 1950 však došlo k oficiálnímu zrušení lázní. Ty však po dřívějších peripetiích jsou opět v provozu pod jménem Lázně Evženie. Zajímavostí je, že během druhé světové války se kyselka z Klášterce nad Ohří vozila Rommelově armádě do Afriky. Roku 1987 byl na Ohařské louce objeven další pramen.
U Klášterce nad Ohří opouští řeka Doupovské hory a pokračuje Mosteckou pánví.
Ke Klášterci se vyprávěla pověst o rytíři Romualdovi, do kterého se zamilovala vodní víla Ludga z družiny vodních panen nymfy Egérie. Ta z lásky k němu opustila křišťálový palác ve vlnách Ohře pod Kadaní. Od ní rytíř dostal hedvábný závoj a lahvičku vody z Ohře. Musel však přísahat věrnost. Uběhlo mnoho šťastných let. Když ale císař Fridrich Barbarossa pořádal velký turnaj, odejel rytíř na to klání a ze všech bojů vyšel vítězně. Jedna krásná hraběnka z daleké země jej dekorovala řetězem pro vítěze. Císař vyslovil přání, aby se ještě týž den zasnoubili. Romuald zapomněl na svou Ludgu. Při zásnubní hostině se rozvířily vody studní, z vody vystoupila ženská postava a tiše prošla hodovním sálem. Náhle zazněl výkřik a Romuald klesnul k zemi. V jeho srdci vězela jehla s rudým kamenem. Zhrzená vodní panna se krutě pomstila za Romualdovu zradu.

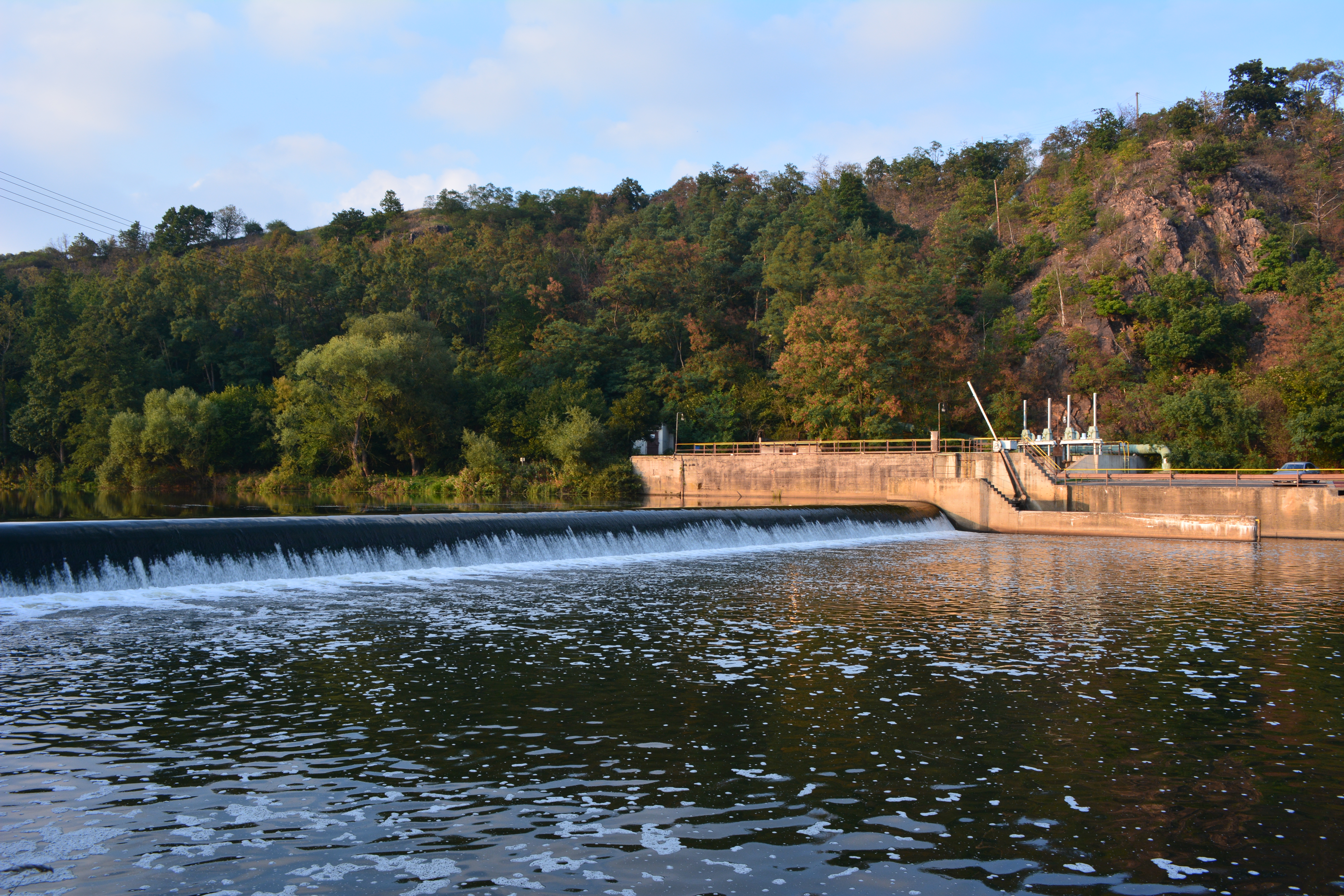
Želinská elektrárna

Pod zámkem Klášterec nad Ohří, který se zrcadlí na hladině Ohře, pokračuje Ohře do Kadaně. Nad Kadaní plní řeka Ohře Vodní nádrž Kadaň, uvedenou do provozu roku 1972.
Pod Kadaní protéká řeka ostrým zákrutem přírodní památkou Želinský meandr. Název meandru byl odvozen od starého slovanského pohřebiště Želiny. Voda Ohře plní vodní nádrž Nechranice, vybudovanou v letech 1966 až 1971. Nádrž s betonovou, 18 metrů vysokou hrází slouží k hydroenergetickým, průmyslovým a rekreačním účelům. Při levém břehu mezi vodní nádrží a areálem elektrárny Tušimice II se rozprostírá přírodní rezervace Běšický chochol.

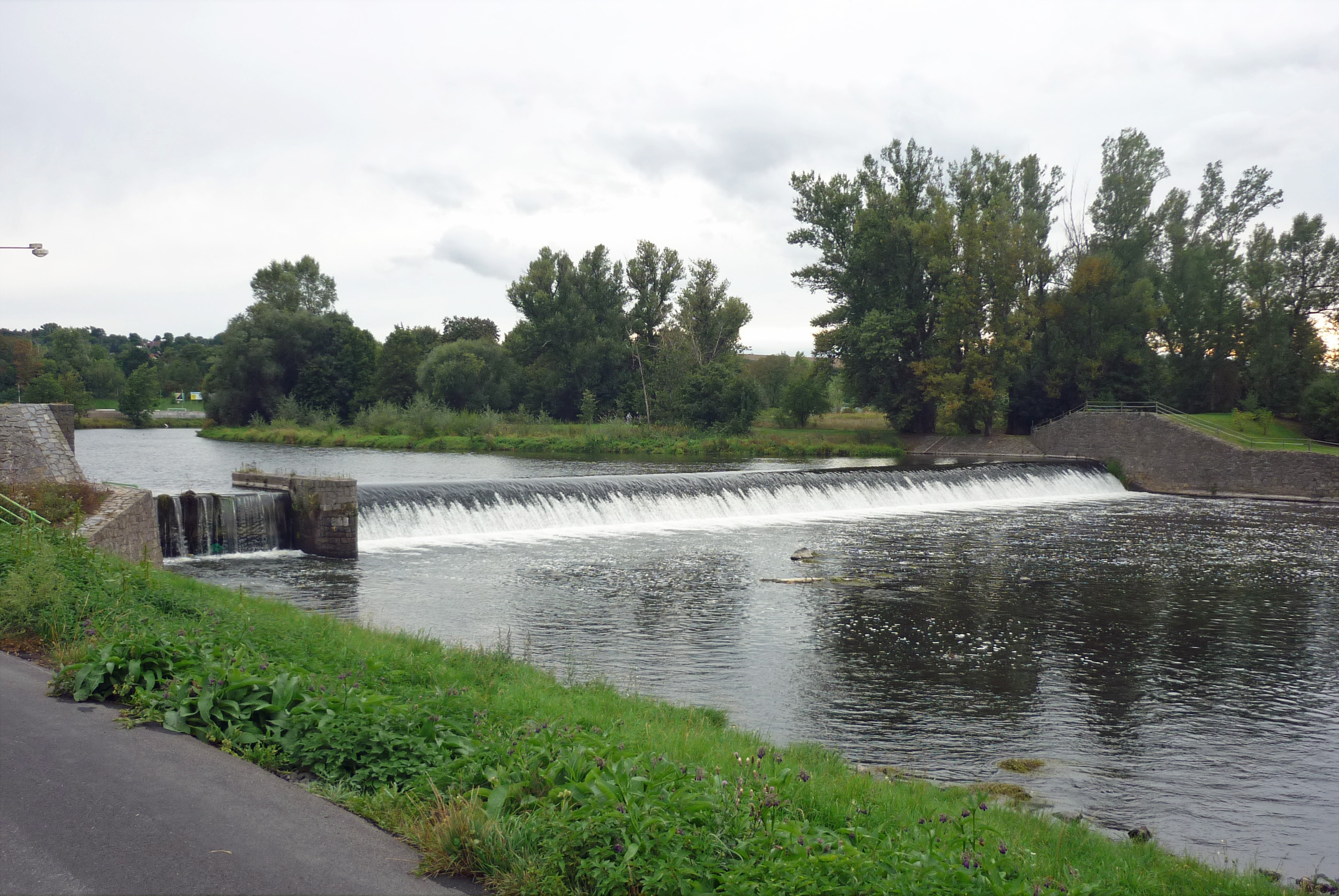
Ohře v Žatci

Mezi hrází vodní nádrže a Novým Sedlem se v terénu dochovaly pleistocenní meandry opuštěného koryta řeky. Na jejich březích vystupují sedimenty Mostecké pánve překryté říčními terasami. U vesnice Stroupeč na terasovitých stupních nachází další chráněné území, přírodní památka Stroupeč.
Krátce poté se již řeka přiblíží k městu Žatec, jímž protéká. Typickou siluetu města se nepodařilo poškodit ani výstavbou sídlišť pro horníky a vyhnance ze zaniklých vesnic.
Řeka teče při jižním okraji Postoloprt a pokračuje směrem do Loun. Opouští Mosteckou pánev a dále již až do soutoku s Labem teče územím v Dolnooharské tabule. Míjí přírodní památku a současně významnou paleontologickou lokalitu Březno u Postoloprt. V Lounech, necelý jeden kilometr od pravého břehu Ohře, byl 14. července 1963 naražen geologickým vrtem v hloubce 1100 až 1200 metrů pramen Luna, který je významnou místní atrakcí. Pramen Luna je na povrch vyveden na několika místech a je celoročně dostupný.
Ohře pokračuje do Libochovic, u levého břehu řeky stojí barokní zámek Libochovice. Za městem na ř. km 22,3 začíná umělé rameno, 11 km dlouhý náhon Malá Ohře, které protéká Budyní nad Ohří a za městem se s původní řekou spojí v přírodní rezervaci Pístecký les. Na říčním kilometru 13,7 odbočuje z Ohře u jezu v Hostěnicích 4,8 km dlouhý Brozanský náhon pro pohon mlýna v Brozanech nad Ohří. Do Ohře se vrací v Doksanech u cukrovaru. 
Přes východní okraj Bohušovic nad Ohří přitéká řeka do Terezína, kde se u pravého břehu řeky nachází Malá pevnost Terezín. Pokračuje k Litoměřicím a na jižním okraji města u Tyršova mostu se vlévá do Labe.

## Povodí Ohře
Povodí Ohře je povodí 2.  řádu, součást povodí Labe. Tvoří je oblast, ze které do Ohře přitéká voda přímo nebo prostřednictvím jejích přítoků. Nejvyšším bodem v povodí je vrchol Klínovce s nadmořskou výškou 1244 m. Dílčí povodí tvoří povodí řek Odravy, Blšanky, Teplé, Liboce, Svatavy, Chomutovky, Bystřice, Rolavy a Plesné.

### Větší přítoky
| Karlovarský kraj - Slatinný potok, zleva, ř. km 229,1 - Plesná, zleva, ř. km 226,6 - Odrava, zprava, ř. km 224,1 - Libocký potok, zleva, ř. km 219,4 - Libava, zprava, ř. km 216,8 - Svatava, zleva, ř. km 203,0 - Lobezský potok, zprava, ř. km 202,9 - Rolava, zleva, ř. km 177,4 - Teplá, zprava, ř. km 175,3 - Vitický potok, zleva, ř. km 173,3 - Bystřice, zleva, ř. km 153,8 | Ústecký kraj - Prunéřovský potok, zleva, ř. km 126,5 - Liboc, zprava, ř. km 91,1 - Hutná, zleva, ř. km 87,0 - Blšanka, zprava, ř. km 81,3 - Hasina, zprava, ř. km 70,8 - Chomutovka, zleva, ř. km 65,8 - Hrádecký potok, zleva, ř. km 58,6 - Smolnický potok, zprava, ř. km 47,8 - Kuzovský potok, zleva, ř. km 32,6 - Rosovka, zleva, ř. km 21,2 - Čepel, zprava, ř. km 9,3 |

## Vodní režim
Vysoký průtok má na jaře. Průměrný průtok u ústí činí 37,94 m³/s. Celý dolní tok leží v oblasti, která má nejnižší hodnoty průměrných ročních srážkových úhrnů v Česku (méně než 500 mm).

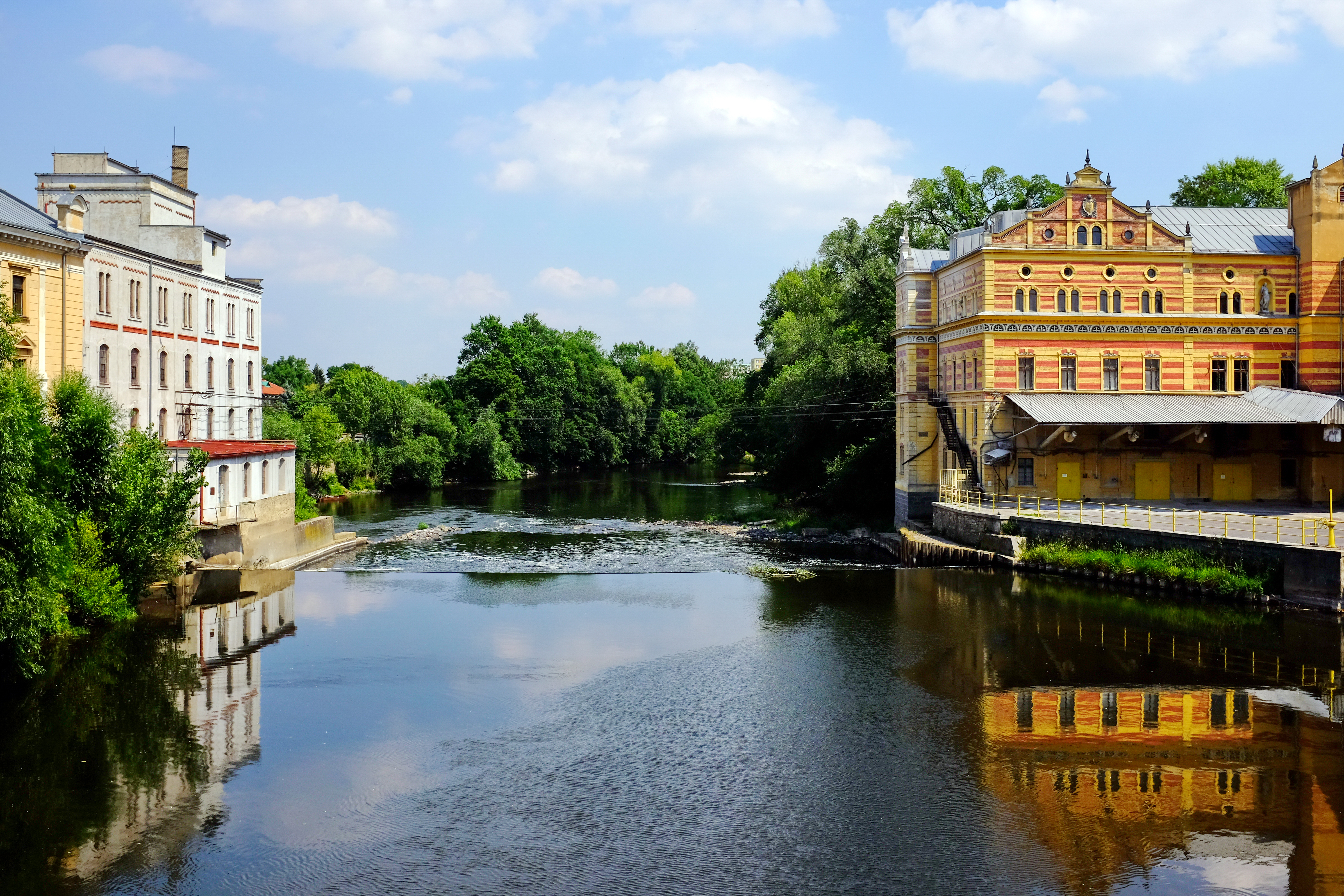
Řeka v Lounech

Průměrné měsíční průtoky Ohře v Lounech:
Vybrané hlásné profily:
| místo                       | říční km | plocha povodí | průměrný průtok (Qa) | stoletá voda (Q100) |
| --------------------------- | -------- | ------------- | -------------------- | ------------------- |
| Cheb (pod VD Skalka)        | 239,65   | 688,98 km²    | 6,86 m³/s            | 282 m³/s            |
| Citice                      | 205,00   | 1732,00 km²   | 14,2 m³/s            | 488 m³/s            |
| Karlovy Vary - Drahovice    | 174,40   | 2861,17 km²   | 28,96 m³/s           | 645 m³/s            |
| Klášterec nad Ohří          | 130,00   | 3396,00 km²   | 29,0 m³/s            | 734 m³/s            |
| Stranná (pod VD Nechranice) | 99,00    | 3597,50 km²   | 30,7 m³/s            | 756 m³/s            |
| Žatec                       | 88,50    | 4005,41 km²   | 32,2 m³/s            | 800 m³/s            |
| Louny                       | 54,30    | 4962,30 km²   | 37,3 m³/s            | 942 m³/s            |

## Využití

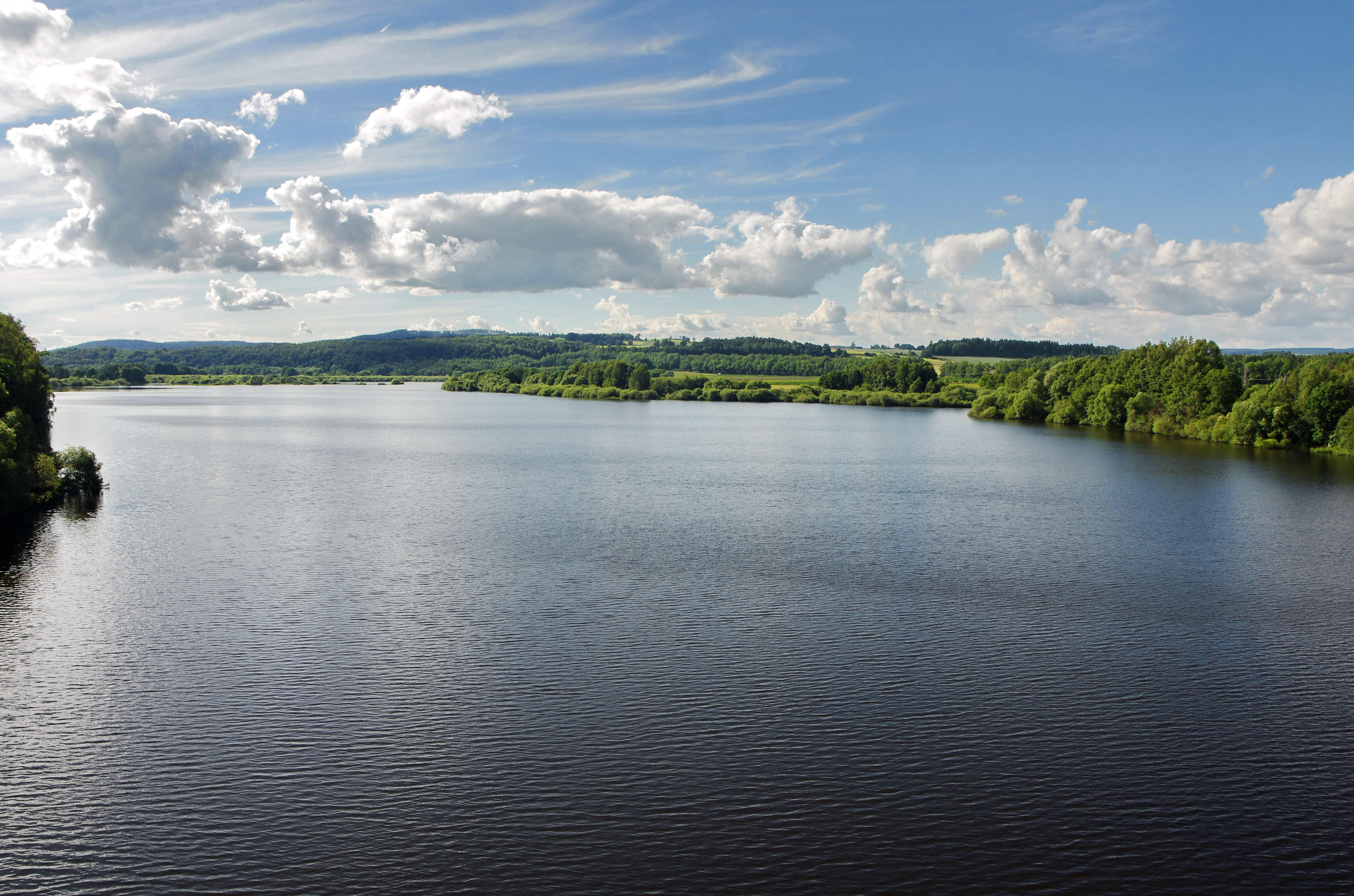
Vodní nádrž Skalka

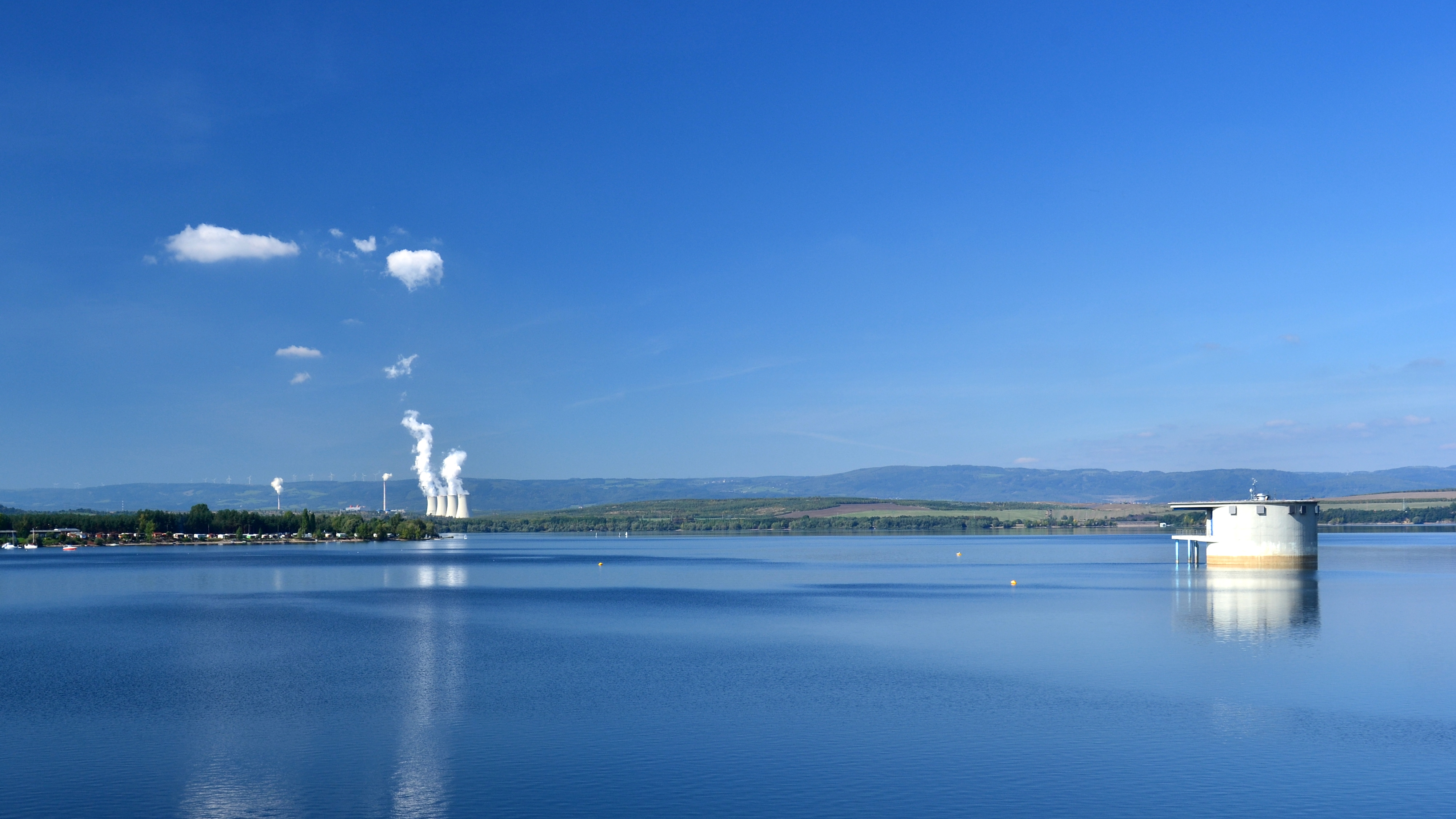
Vodní nádrž Nechranice

Její voda se využívá na zavlažování a k zisku vodní energie. Mezi významná města ležící na řece patří Cheb, Sokolov, Loket, Karlovy Vary (lázně při ústí Teplé), Ostrov, Klášterec nad Ohří, Kadaň, Žatec, Postoloprty, Louny, Libochovice, Budyně nad Ohří, Terezín a Litoměřice.

### Vodní díla

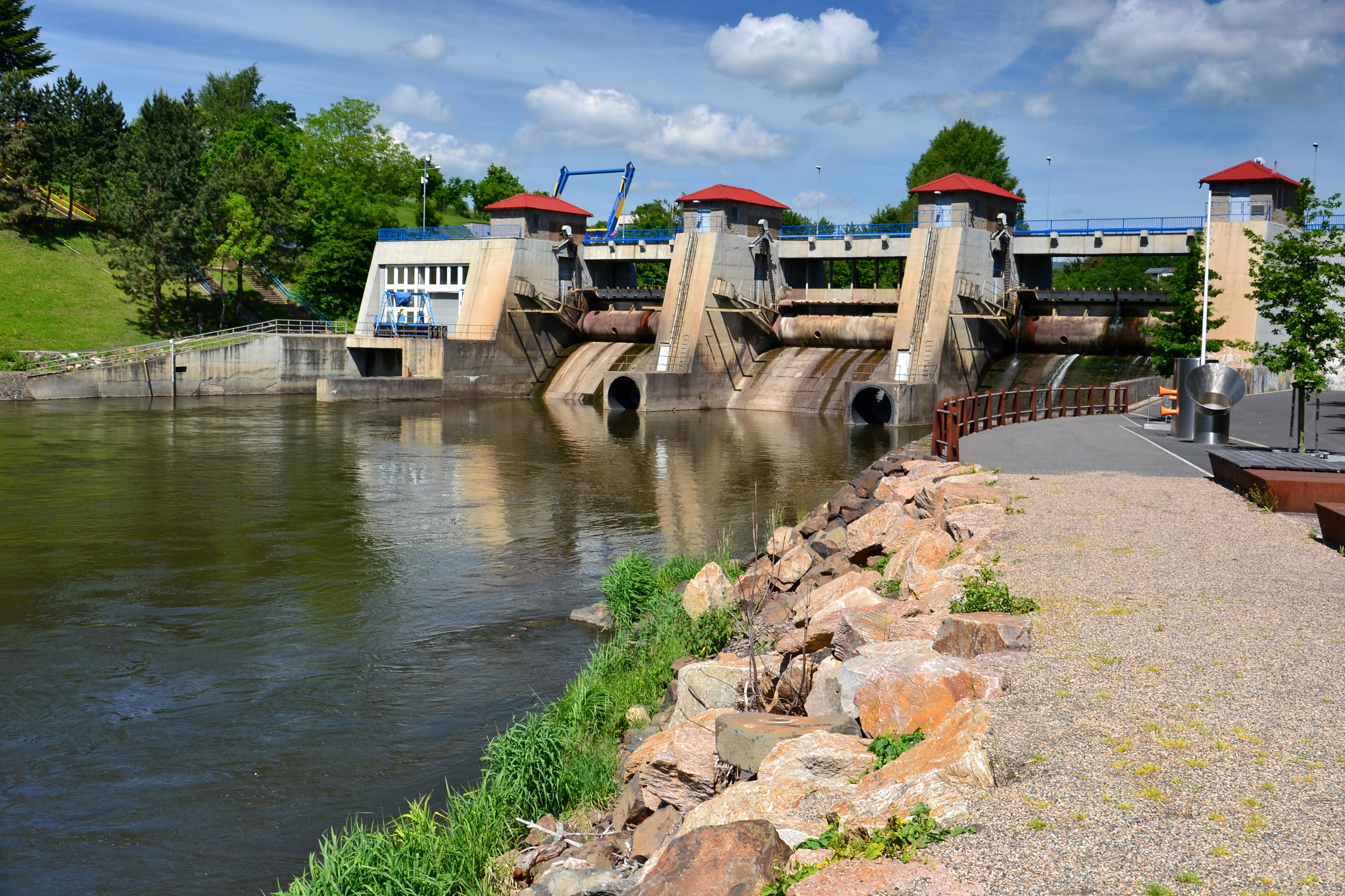
Hráz vodního díla Kadaň

Na toku se nacházejí tři přehradní nádrže:
- Skalka - postavena v letech 1962–1964 s celkovou plochou 378 ha
- Nechranice - postavena v letech 1961–1968 s celkovou plochou 1338 ha; nádrž s nejdelší sypanou přehradní hrází ve střední Evropě.[36]
- Kadaň - postavena v letech 1966–1971[37] s celkovou plochou 67,2 ha[38], patří do vodohospodářské soustavy Kadaň – Klášterec.[37]

Kromě velkých staveb řeku reguluje řada menších jezů, například:
- Loket (horní jez),
- Loket (dolní jez),
- Tuhnice (jez),
- Jez u Solivárny,
- Radošov (jez).

### Čerpání vody
Samotná řeka je zdrojem vody pro mnoho průmyslových areálů. Po celém toku řeky se nachází řada čerpacích stanic.
- Napouštěcí objekt pro jezero Medard před Sokolovem, kde se odebírá velké množství vody na vodohospodářské rekultivace.
- Čerpací stanice před městem Loket zajišťuje technickou vodu pro průmyslový areál Vřesová (Sokolovská uhelná).
- Podkrušnohorský přivaděč, který zásobuje vodou průmysl a řeku Bílinu na Mostecku odebírá vodu nad Kadaní pod Kláštercem nad Ohří.
- elektrárna Počerady, elektrárny Prunéřov, elektrárna Tušimice II, v minulosti také elektrárna Tušimice I, odebírají vodu z řeky. Využití zde nachází jako technická voda pro chlazení.
- Čerpací objekt pod Nechranickou přehradou odebírá vodu pro průmyslový vodovod Nechranice, ze kterého se napouštělo i Jezero Most.

### Vodáctví

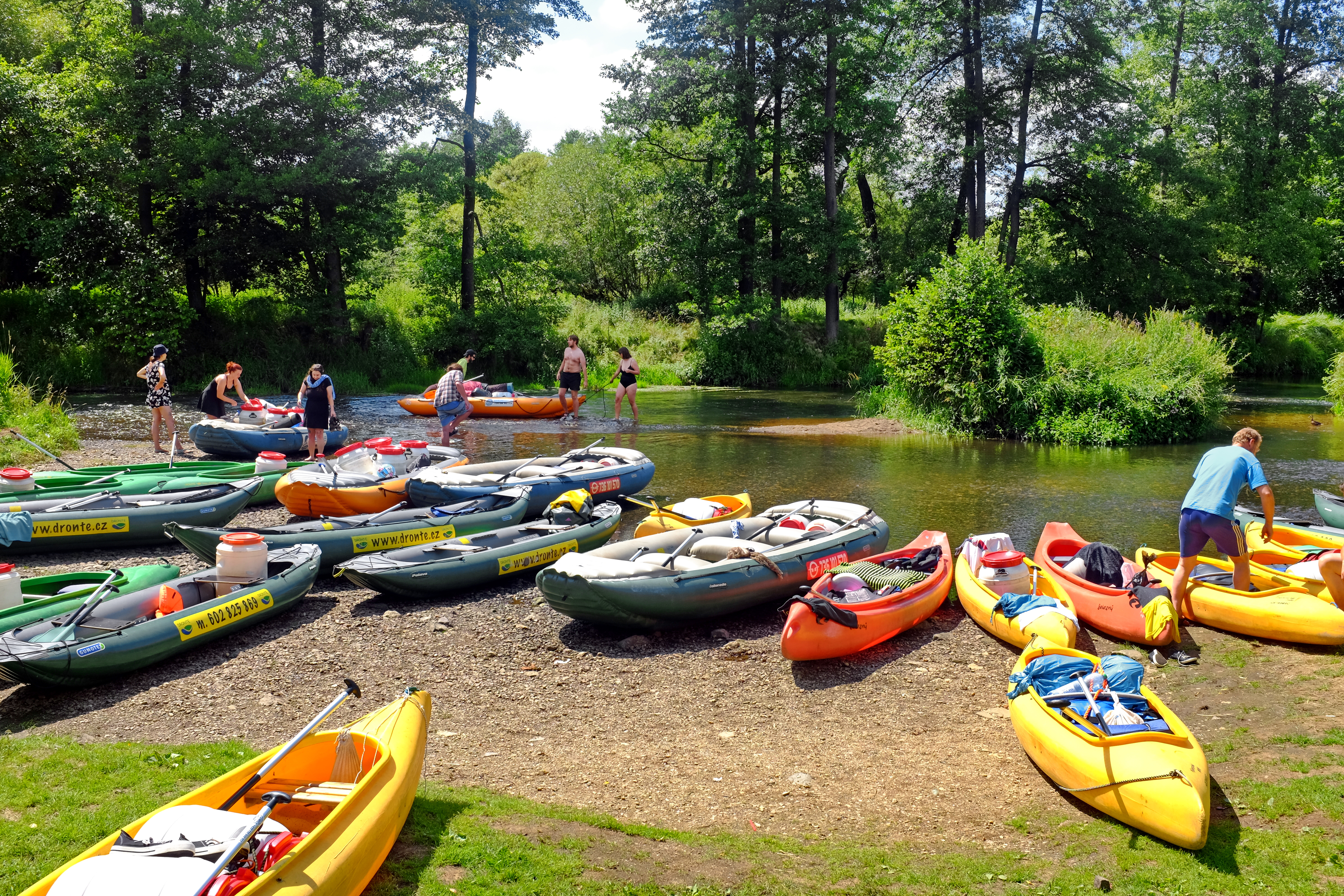
Ohře v Dasnicích

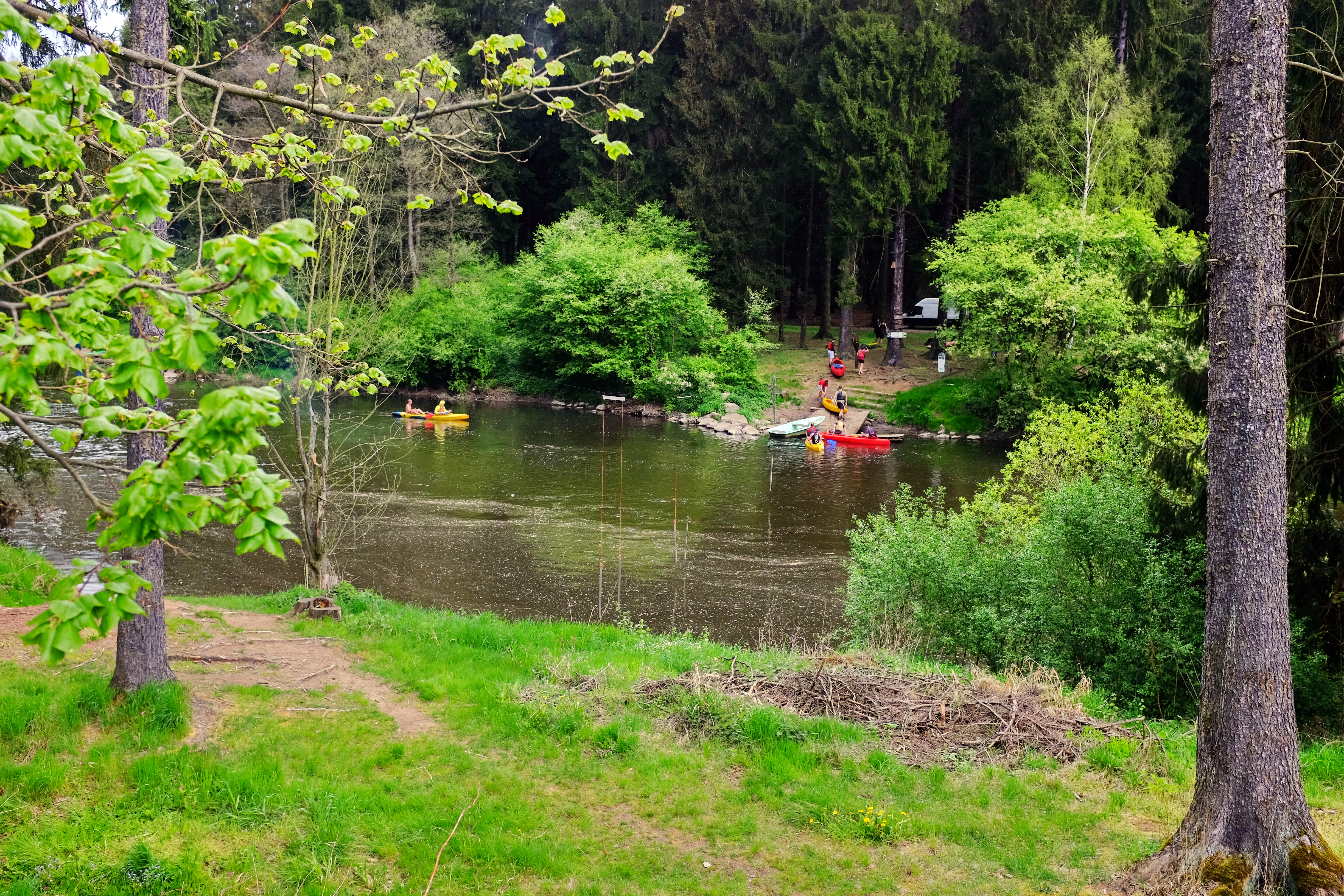
Ohře před peřejí Hubertus

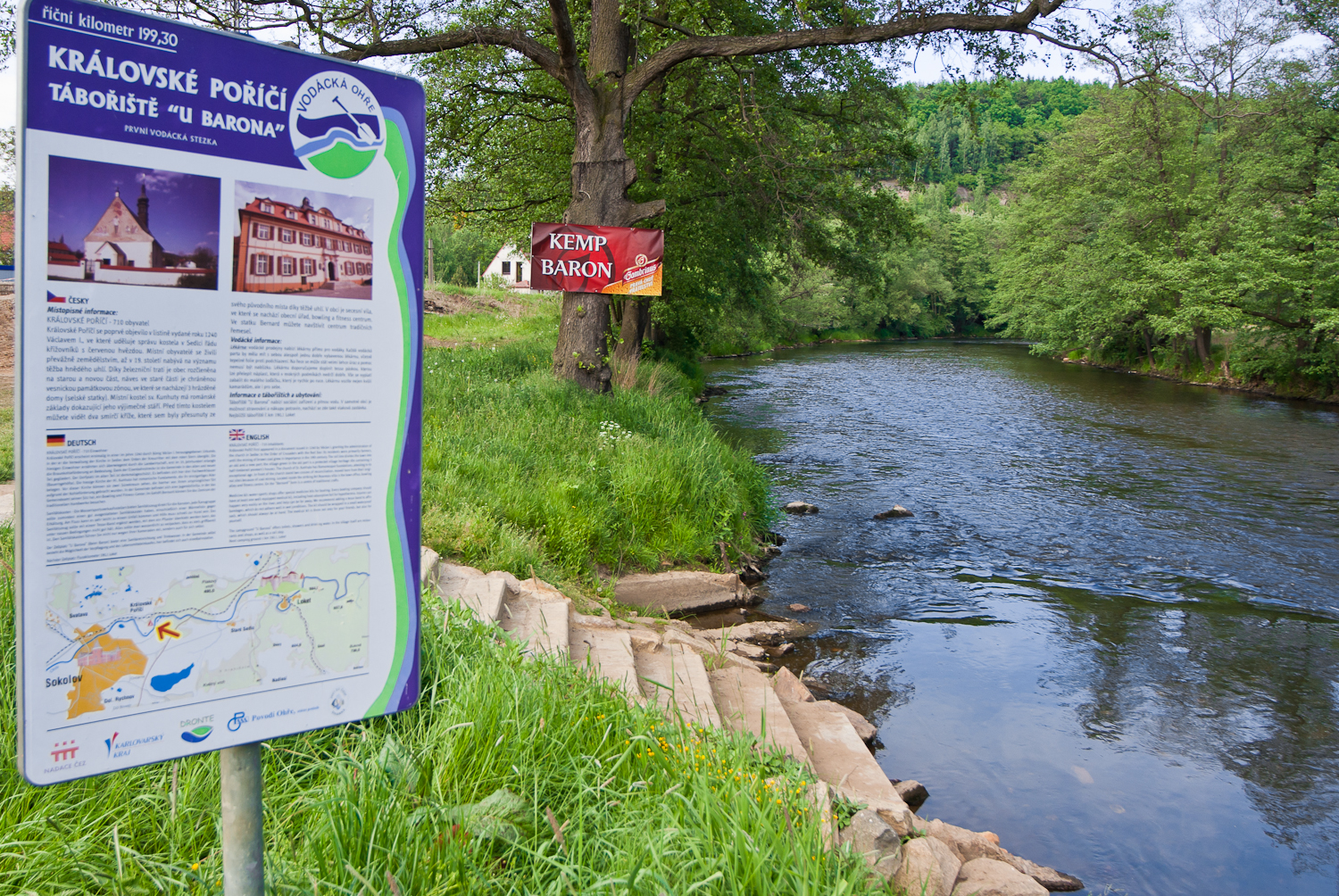
Infopanel na Vodácké stezce u Ohře

Řeka Ohře je mezi vodáky oblíbená zejména pro stálý tok vody, atraktivní vodácký terén s množstvím klidnějších i náročnějších úseků. Je splavná téměř po celý rok. Za sjízdnost horního a středního toku řeky je považován vodočet v Drahovicích, městské části Karlových Varech, u lávky pro pěší (bývalý silniční most Patrice Lumumby) na ř. km 174,5. Jako minimální se uváděl stav vody 60 cm. Podle zkušeností vodáků je řeka sjízdná i za nižšího stavu vody. Proto byl na základě připomínek doporučený minimální stav snížen na 45 cm. 
Zdatní vodáci dokáží úsek z Chebu do Klášterce nad Ohří, vzdálenost přibližně 117 km, sjet za čtyři až pět dní. Tento způsob sjíždění řeky není obvyklý. Většina vodáků sjíždí řeku kvůli zážitkům z putování po atraktivním okolí řeky. Plavbu po řece zahajují vodáci většinou pod Chebem v Tršnicích, Kynšperku nad Ohří, Sokolově nebo Lokti. Nejčastějším cílem sjíždění řeky jsou Klášterec nad Ohří, Vojkovice nebo Kadaň.
Vodácky nejvyhledávanější je úsek Loket – Vojkovice s celou řadou vodácky a turisticky atraktivních míst, jako je Loket, Svatošské skály, Karlovy Vary, peřej Hubertus, Kyselka, ale také nebezpečným jezem Radošov.
U řeky se nachází značné množství vodáckých tábořišť či kempů. Po směru toku jsou to tábořiště nebo kempy – Tršnice (ř. km 235,2), Chocovice (ř. km 234,3), Kynšperk nad Ohří (ř. km 218,5), Šabina (ř. km 211,1), Sokolov (ř. km 203,1), Královské Poříčí (ř. km 199,3), Loket (ř. km 190,5), Doubí (ř. km 180,8), Hubertus (ř. km 169,6), Dubina (ř. km 163,3), Kyselka – Radošov (ř. km 159,1), Vojkovice (ř. km 151,3), Jakubov (ř. km 150,0), Boč (ř. km 142,5), Miřetice (ř. km 131,6), Klášterec nad Ohří (ř. km 132,6), Vikletice (ř. km 106,0).
V roce 2006 vznikla kolem vodáckého úseku řeky od Chebu po Želinský jez u Kadaně Vodácká stezka. Na ní bylo umístěno 70 informačních tabulí v českém, německém a anglickém jazyce. Na každé tabuli je uvedeno místo a říční kilometr Ohře. Tabule poskytují informace pro vodáky, možnostech ubytování i stručný popis přírodních a kulturních památek poblíž řeky. Tabule obsahují i výřez mapy příslušného úseku řeky.
Vodácká stezka nemá v Česku obdoby, možná ani nikde jinde ve světě.

### Mlýny
Mlýny jsou seřazeny po směru toku řeky.
- Weiskopfův mlýn – Kadaň, okres Chomutov
- Steinkopfův mlýn – Kadaň, okres Chomutov
- Číňovský mlýn – Číňov, okres Louny
- Březenský mlýn – Březno u Postoloprt, okres Louny
- Jiráskovy mlýny – Louny, okres Louny (říční km 54)
- Zámecký mlýn – Pátek, Peruc, okres Louny, kulturní památka
- Doksanský mlýn – Doksany, okres Litoměřice, kulturní památka
- Brozanský mlýn – Brozany nad Ohří, okres Litoměřice, kulturní památka (na Mlýnské strouze)
- Posádkový pšeničný mlýn v Terezíně – Terezín, okres Litoměřice, kulturní památka
- Posádkový žitný mlýn v Terezíně – Terezín, okres Litoměřice, kulturní památka

## Mosty
Přes Ohři bylo postaveno mnoho zajímavých mostů, z nichž některé jsou chráněny jako nemovité kulturní památky. V osadě Hendelhammer, místní části obce Thierstein v Horních Francích, stojí historický tříobloukový kamenný, památkově chráněný most. Přibližně ve středu mostu se nachází kámen s erbem s letopočtem 1763.
V Chebu pod hradem je Ohře u Písečné brány, jež je součástí bývalého městského opevnění, přemostěna dřevěnou krytou lávkou s okenními průzory. Původní lávka byla zničena koncem války v roce 1945, obnovena v roce 1949 a v roce 1985 vybavena ocelovou konstrukci s osmi trojúhelníkovými závěsy. Výška hřebene střechy nad hladinou Ohře je 5,5 m.
Roku 1898 byl na východním okraji Chebu při budování železniční trati z Chebu do Františkových Lázní, součásti Vogtländische Staatsbahn z Chebu do Falkensteinu, postaven z opracovaných žulových kvádrů 348 m dlouhý viadukt. Výška nad hladinou Ohře činí 25 m. Most vybudovaly Saské státní dráhy, základní kámen byl položen 25. listopadu 1863 a provoz zahájen 1. listopad 1865. Za druhé světové války byla při americkém náletu většina oblouků poškozena, část nad řekou zcela zničena. Krátce po válce byly poškozené části dostavěny a opraveny betonem. Obnovený most byl zprovozněn 19. května 1951.
V Kynšperku nad Ohří je řeka přemostěna nejdelším dřevěnou lávkou přes Ohři. Nahradila původní 130 m dlouhou železobetonovou lávku, zničenou roku 1945 ustupující německou armádou. Provizorní dřevěnou lávku z roku 1947 zničila roku 1950 povodeň. Nová krytá dřevěná lávka byla obnovena v letech 1955 až 1957. Její současná délka je 63 metrů. V Česku je tato lávka nejdelším dřevěným mostem pro pěší podepřeným pouze dvěma pilíři na obou koncích.
Za Sokolovem byl v letech v letech 1970 až 1975 vybudován na rychlostní silnici R6 (od roku 2016 dálnice D6) železobetonový most, později po rozšíření na čtyři jízdní pruhy a náhradě betonové mostovky ocelovou ortotropní mostovkou znova uvedený do provozu roku 2011.
V Lokti přemosťuje Ohři železobetonový most vybudovaný v letech 1934 až 1935. Most nahradil historický řetězový most císaře Ferdinanda z roku 1835.  Model původního mostu lze spatřit v expozici Centrum řeky Ohře na statku Bernard v Královském Poříčí.
V Karlových Varech překonává Ohři pětiobloukový kamenný Chebský most z roku 1869. Most byl 1. června 2017 vyhlášen kulturní památkou.
Roku 1895 nechal Heinrich Mattoni postavit v Kyselce ocelový příhradový Kyselský železniční most, jenž byl roku 1968 částečně přestavěn na silničně železniční most a roku 2007 na silniční, doplněný chodníky pro pěší.
Pohnutou historii má dřevěný most v Radošově, jenž je kulturní památkou. Stojí v místě dřevěného krytého mostu z roku 1364 na původních pilířích z 2. poloviny 18. století. Most v minulosti několikrát vyhořel, byl však vždy obnoven, jeho poslední velká oprava je z roku 1980. Poslední požár jej v roce 1986 však opětovně zničil, zůstaly jen zbytky kamenných pilířů. V roce 2001 byla zahájena a roku 2003 dokončena rekonstrukce mostu na základě dochované historické dokumentace. Most byl slavnostně uveden do provozu 17. října 2003.
V Klášterci nad Ohří na železniční trati Chomutov–Cheb překonává údolí řeky Ohře ocelový most, jenž byl rekonstruován v letech 2004 až 2005 v rámci stavby Elektrizace trati Kadaň – Karlovy Vary.
V Žatci překračoval Ohři historický řetězový most, uveden do provozu roku 1827. Most dlouhý 64 metrů byl v provozu do roku 1896. Nahradil ho ocelový obloukový most.
Na dálnici D8 byla v červenci 1995 zahájena a v červnu 1999 dokončena stavba 1 183 m dlouhého mostu u Doksan. Po dostavbě se stal most, resp. estakáda přes celé inundační území řeky Ohře, druhým nejdelším mostem v Česku a nejdelším českým dálničním mostem.

### Fotogalerie mostů

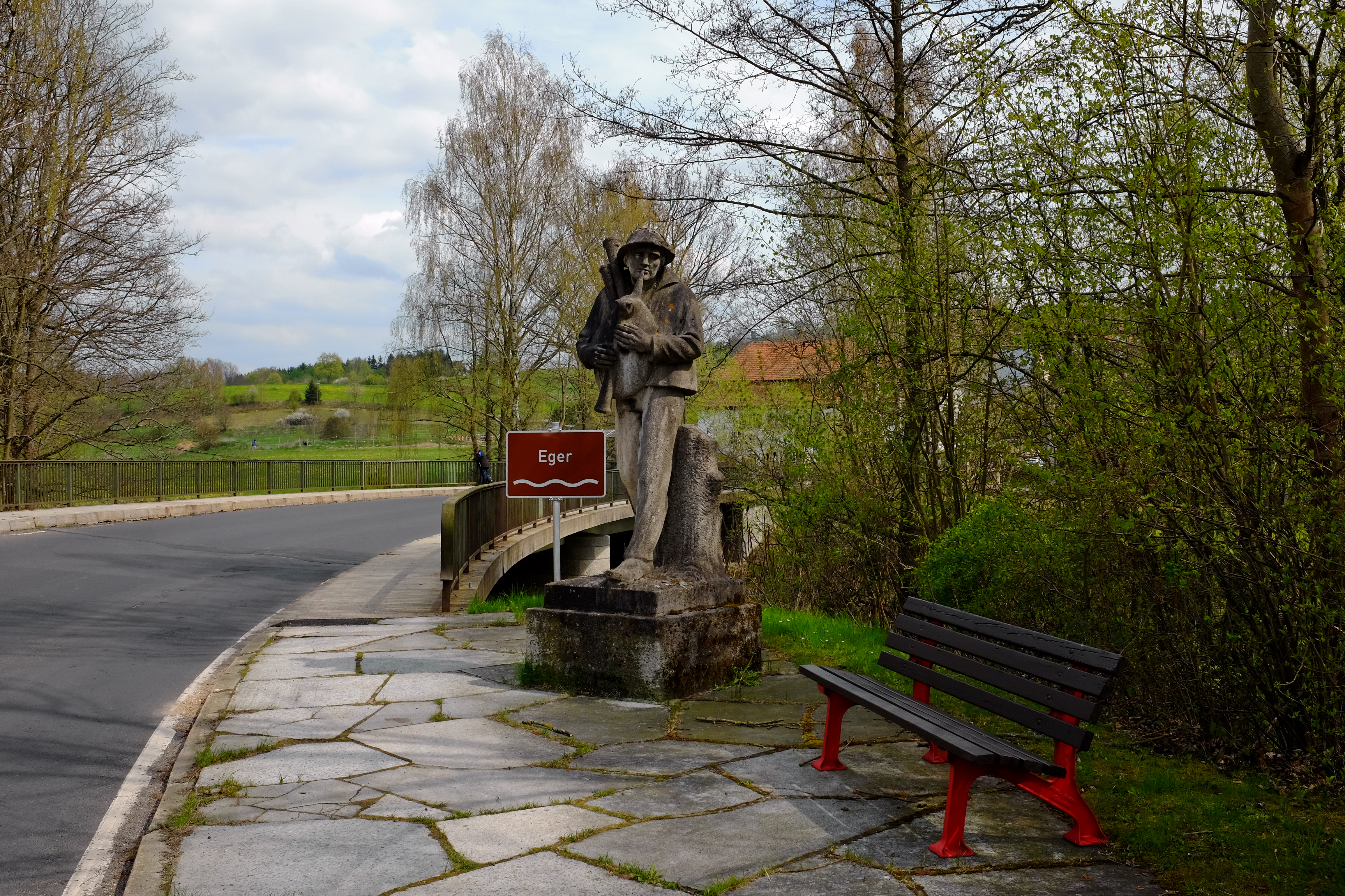
Socha dudáka u mostu v Hohenbergu
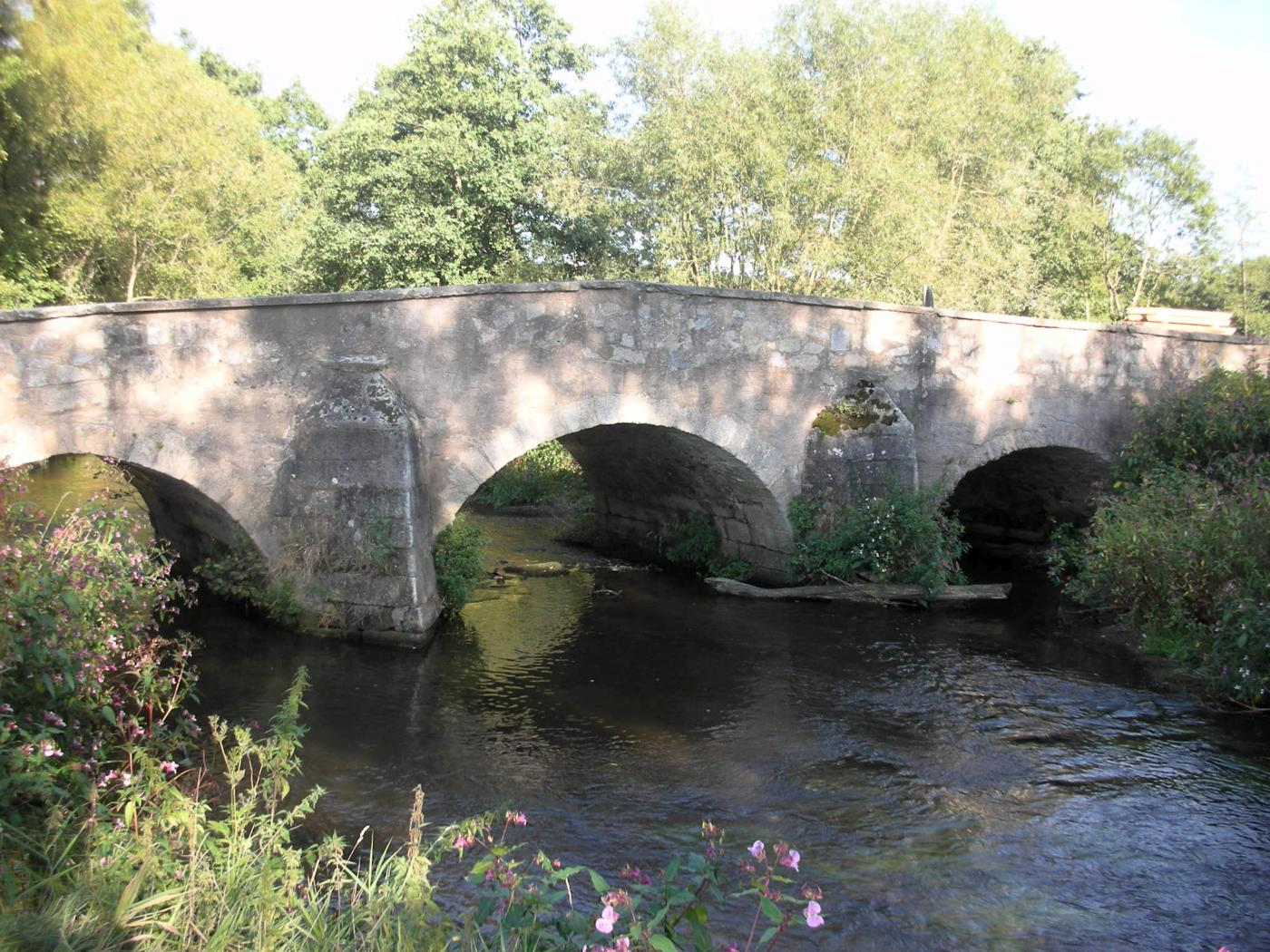
Kamenný most v Hendelhammeru
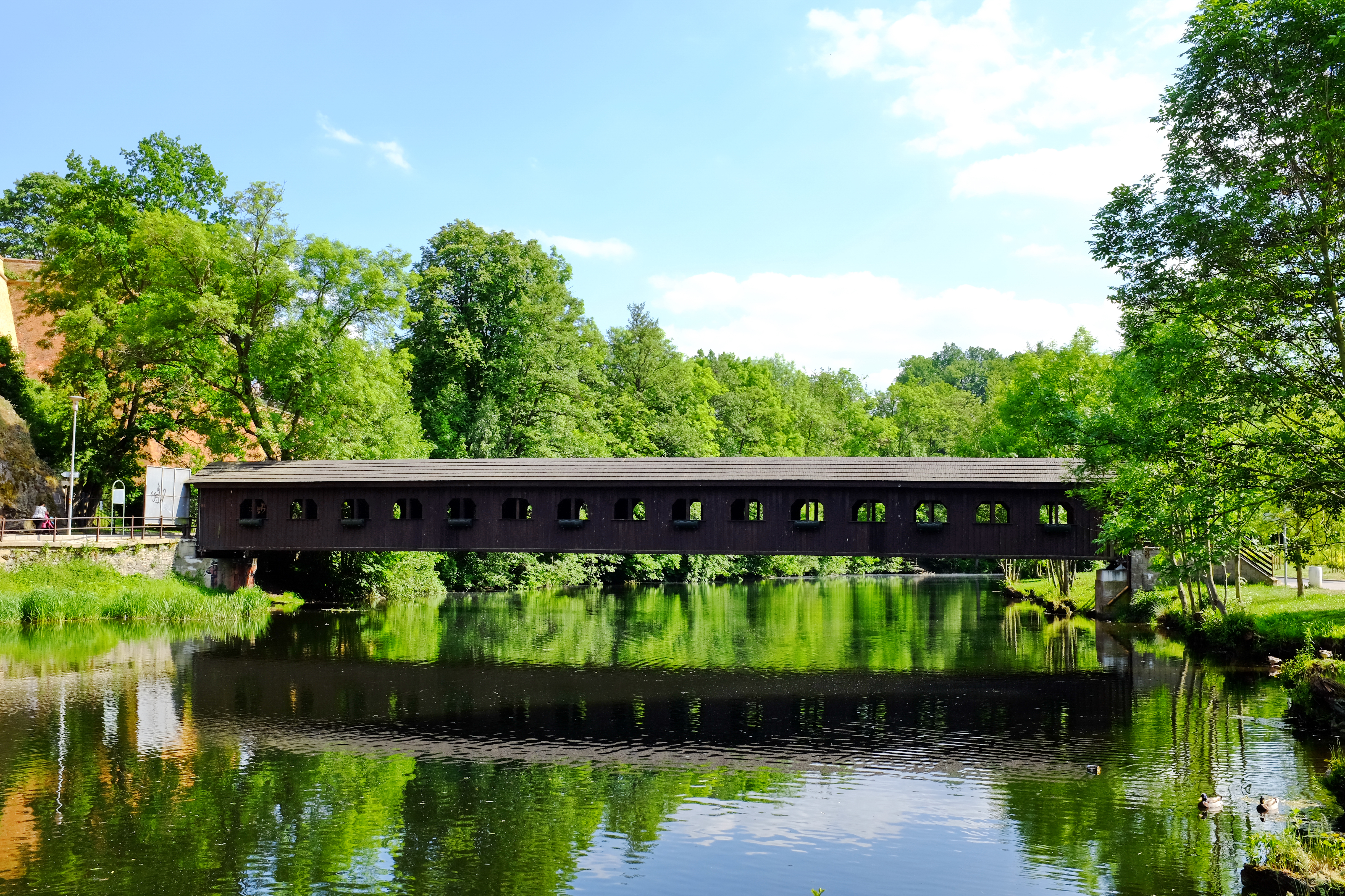
Dřevěná lávka pod chebským hradem
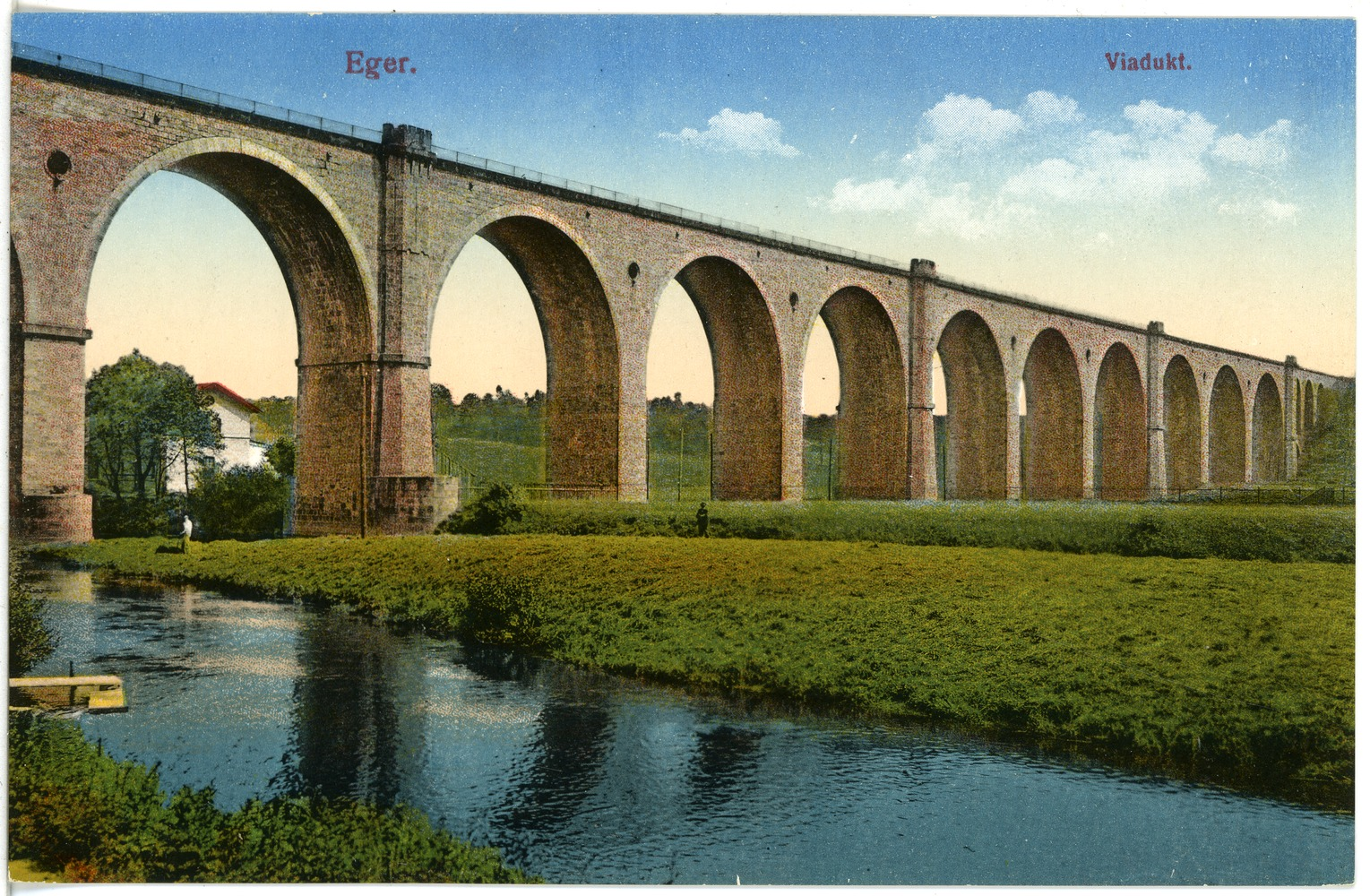
Viadukt v Chebu na pohlednici z roku 1914
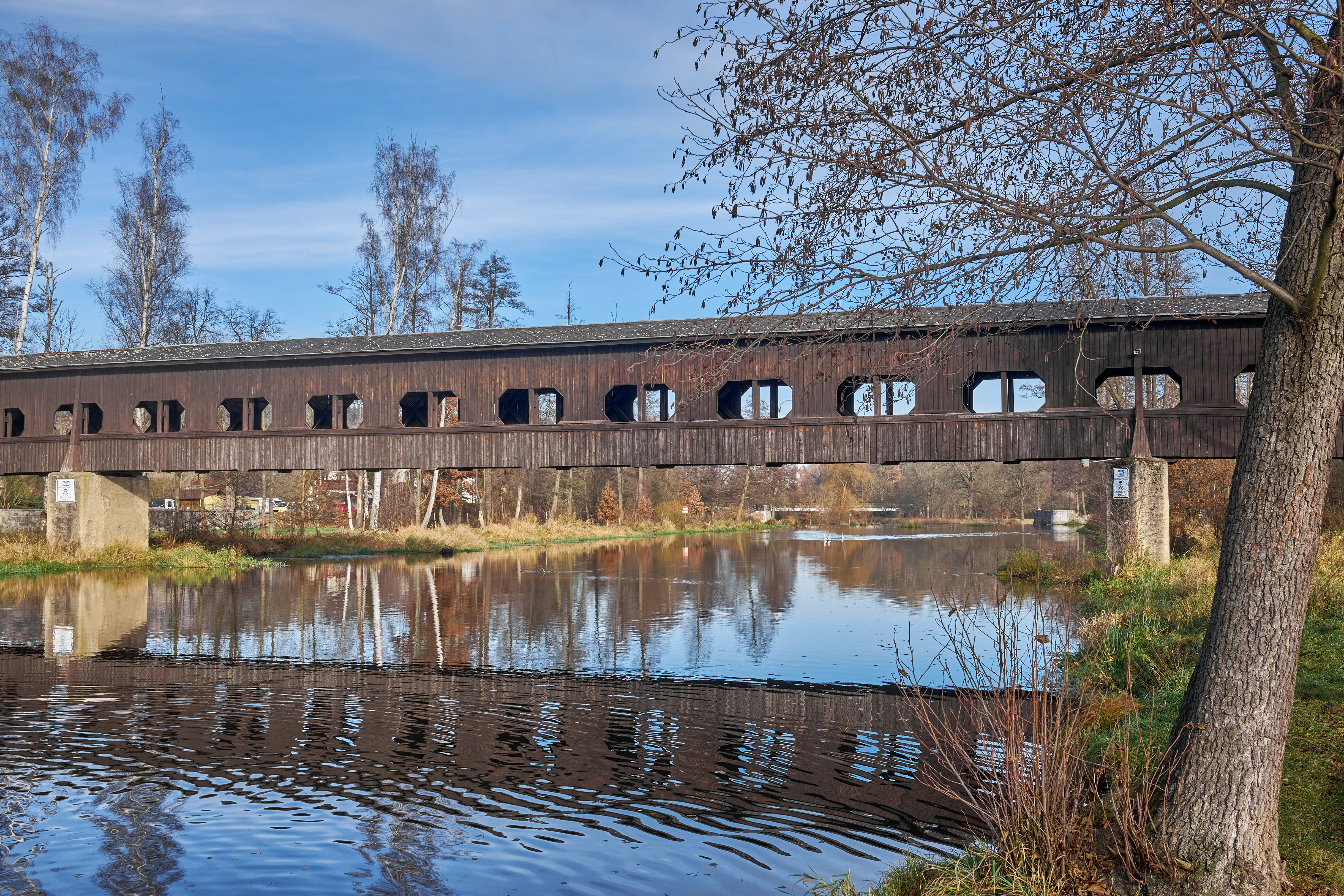
Dřevěná lávka v Kynšperku nad Ohří
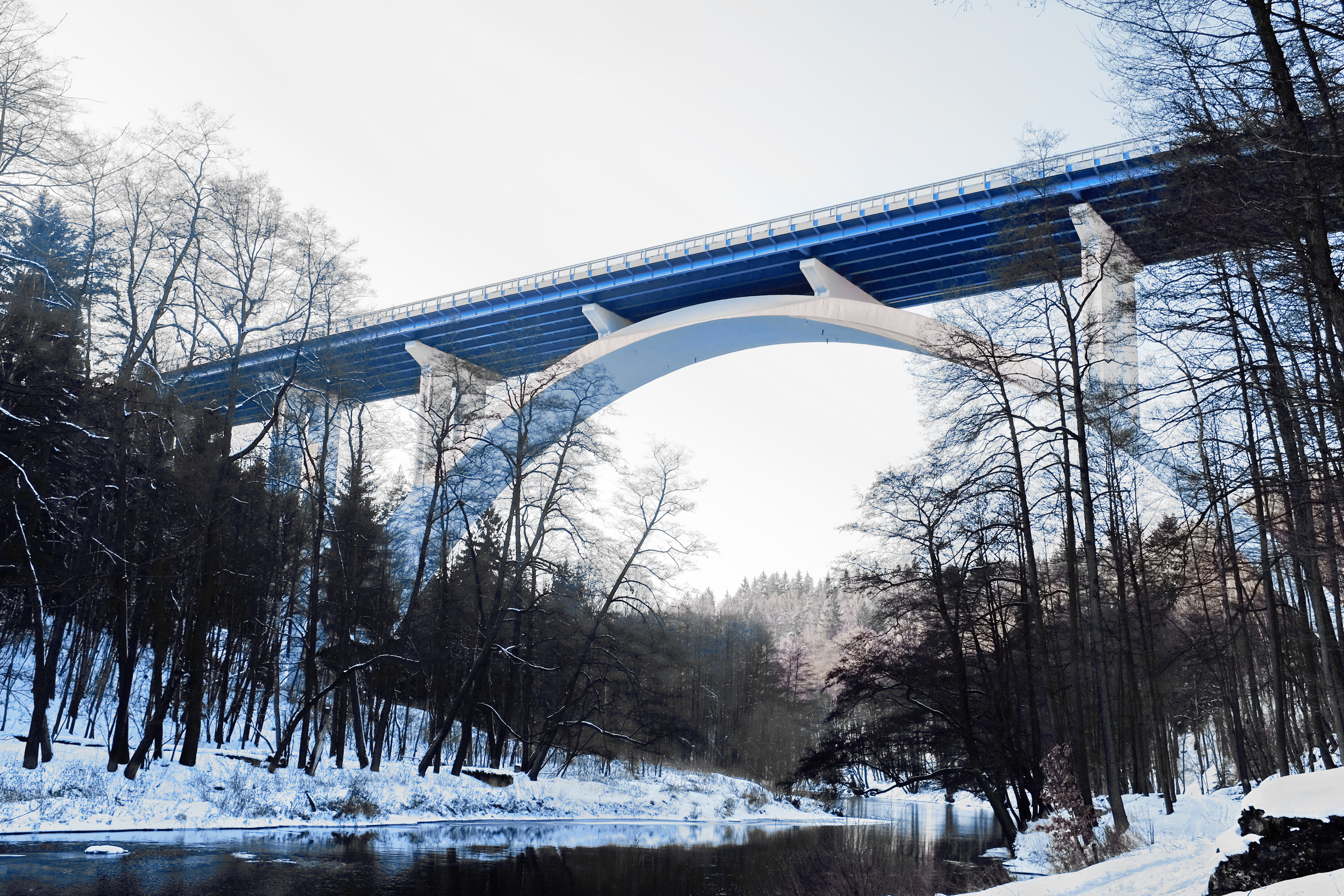
Most na dálnici D6 u Sokolova
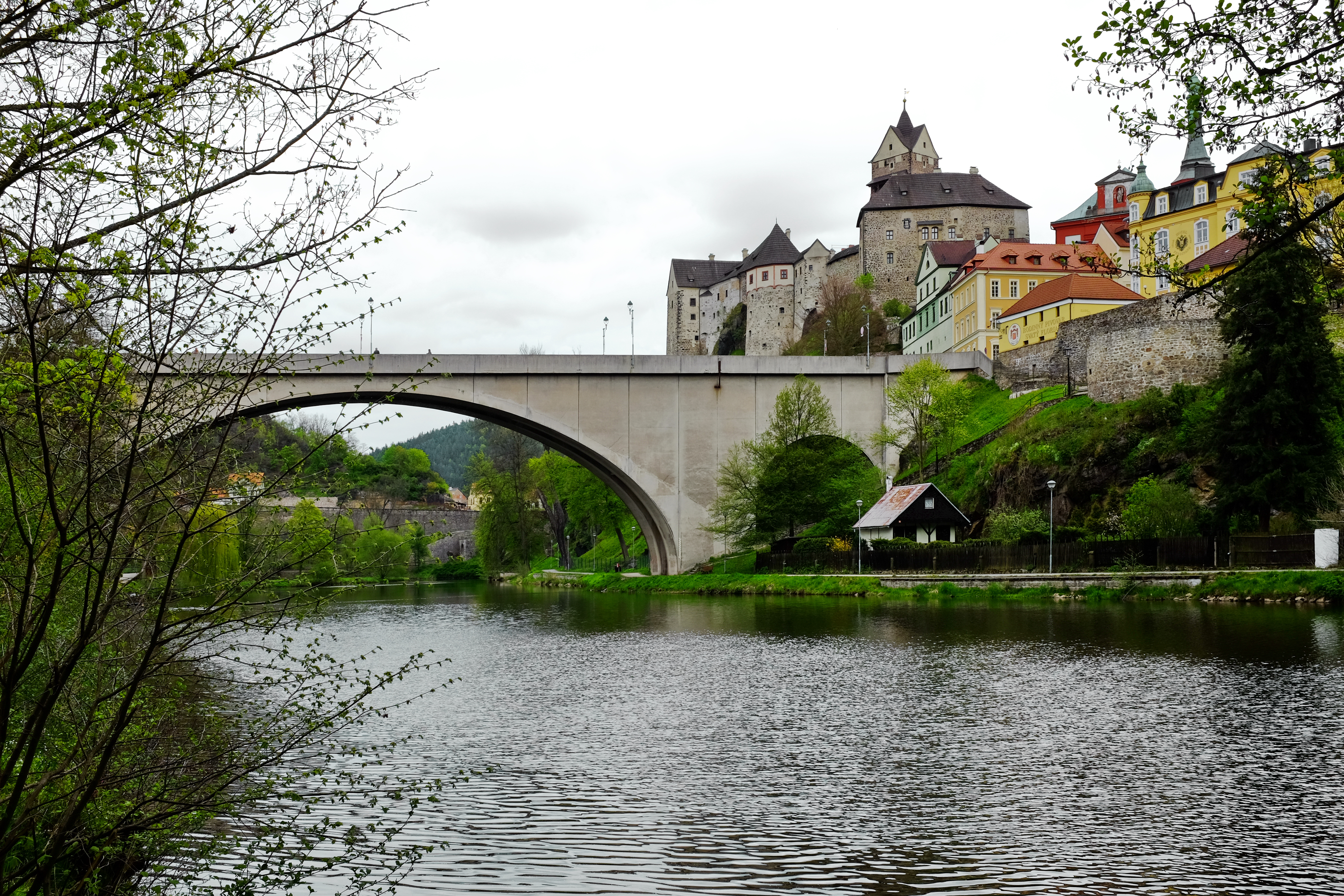
Most v Lokti
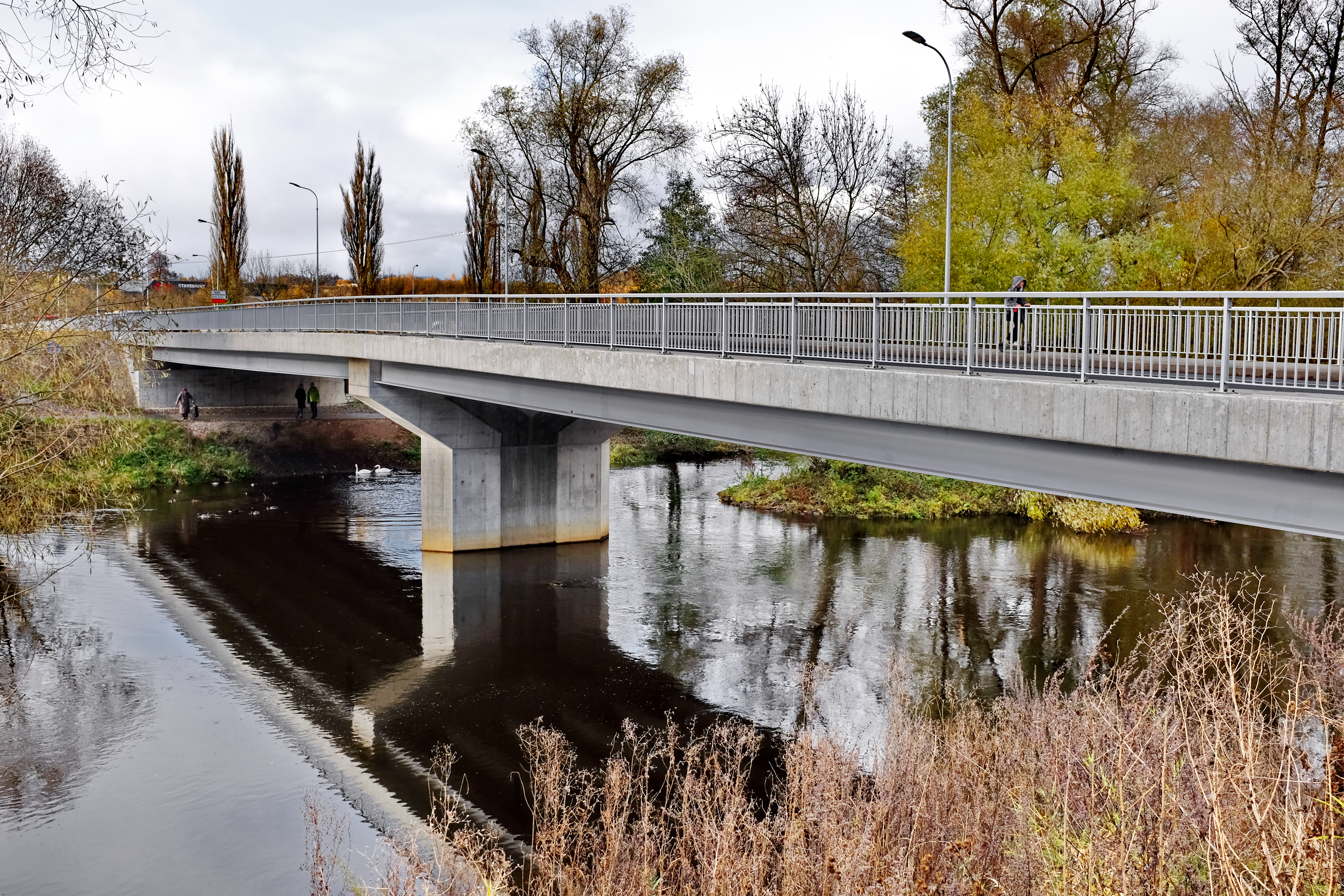
Doubský most v Doubí u Karlových Varů
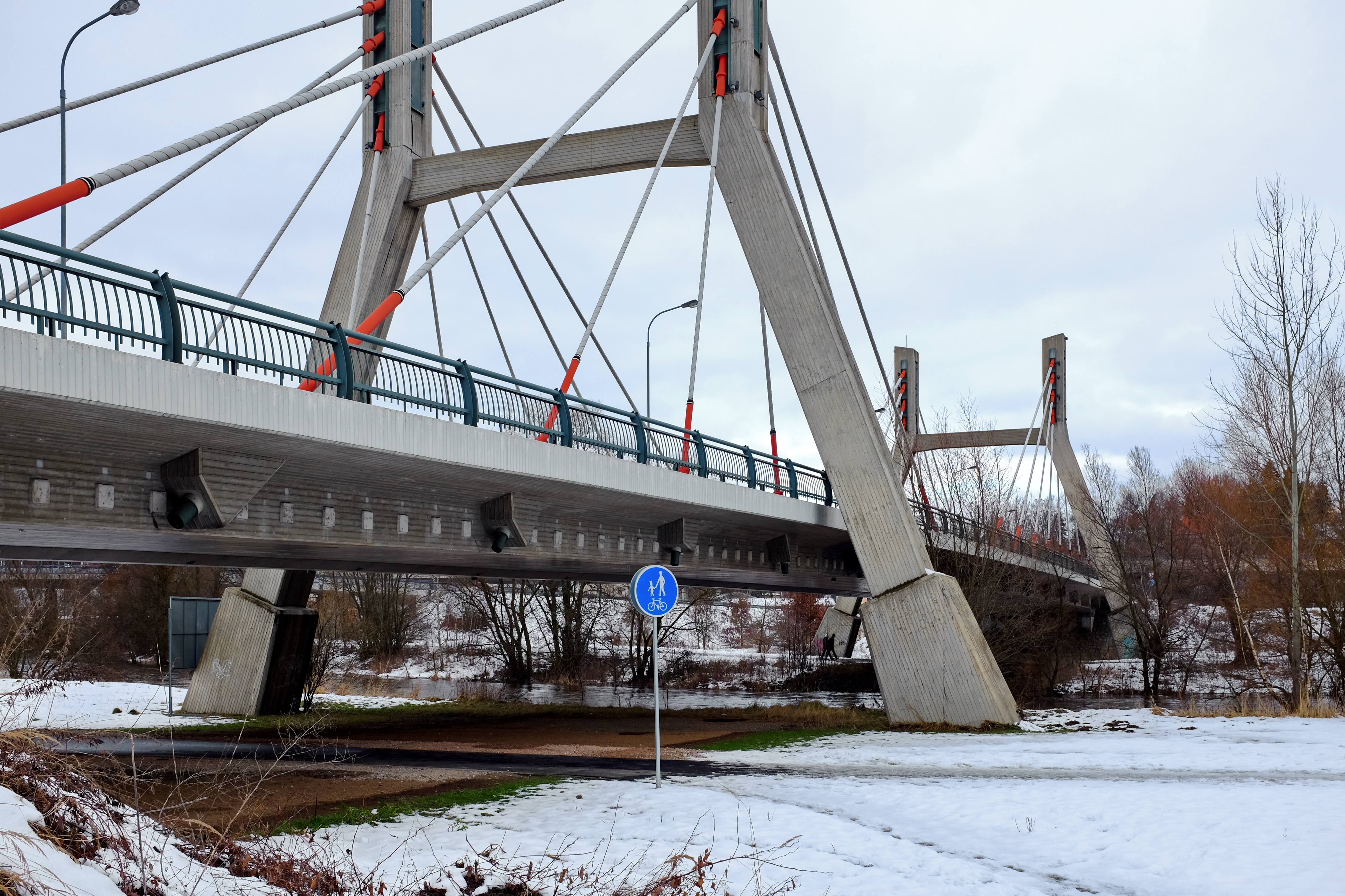
Tuhnický most v Karlových Varech
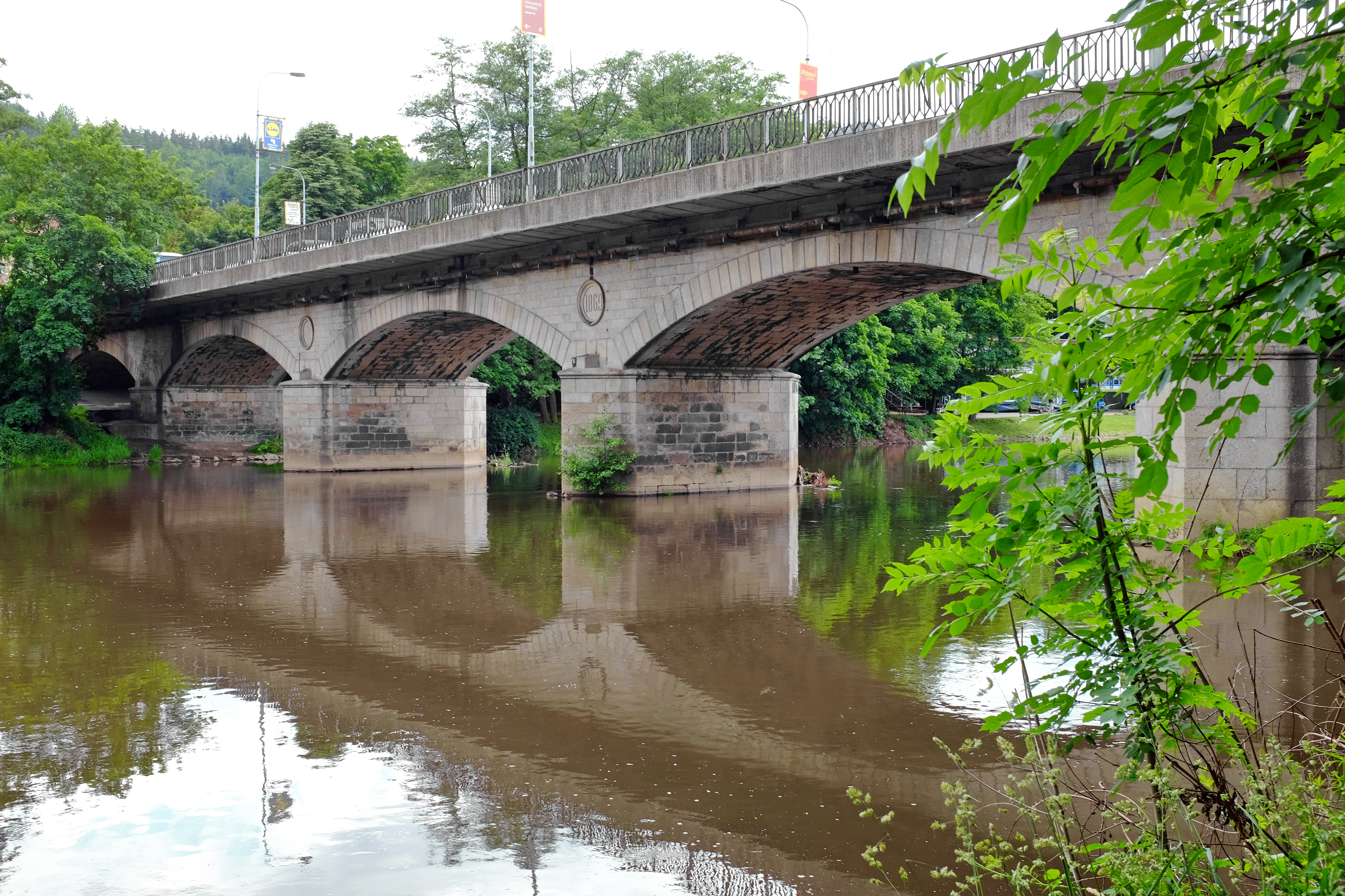
Chebský most v Karlových Varech
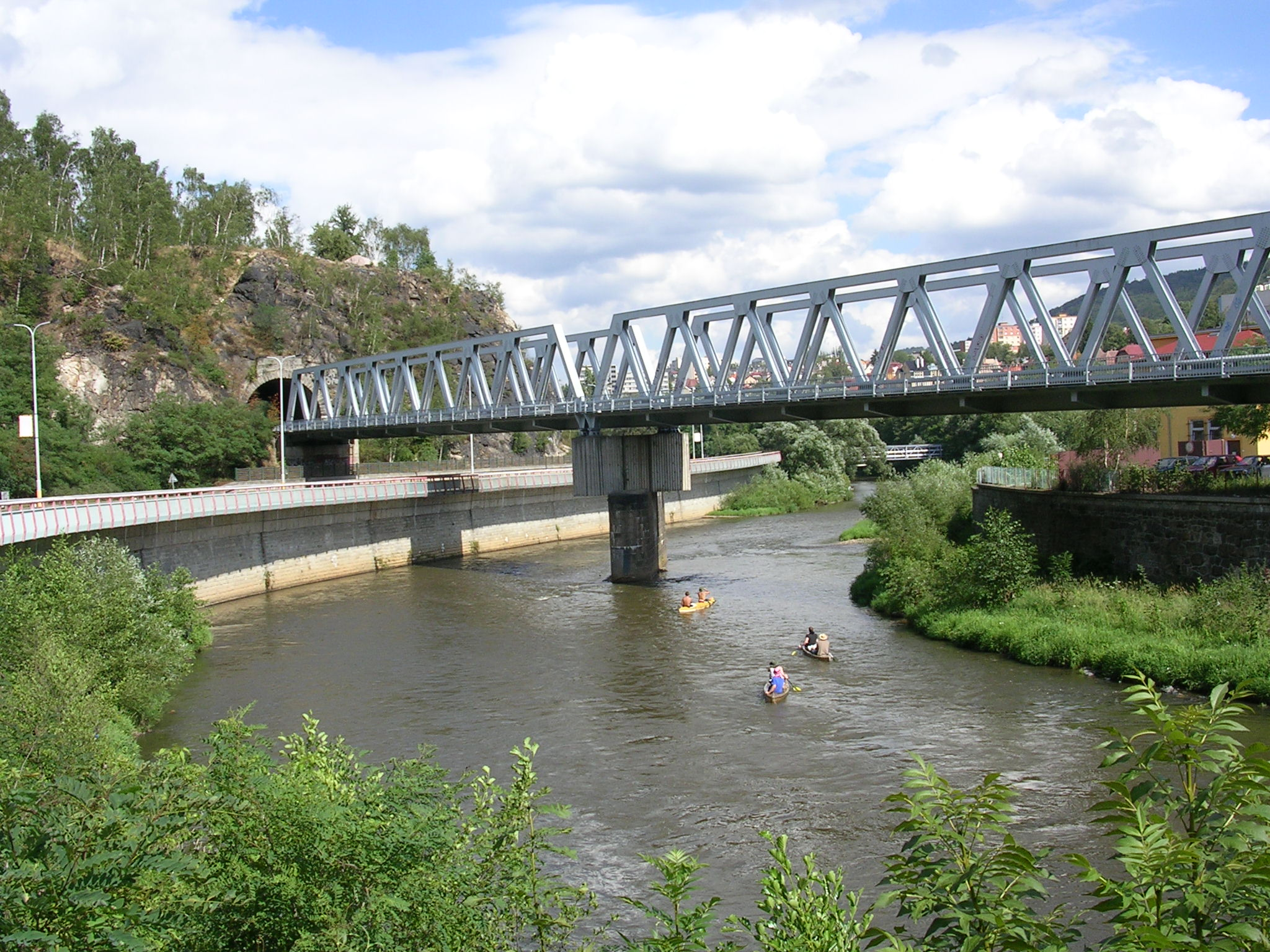
Železniční most v Karlových Varech
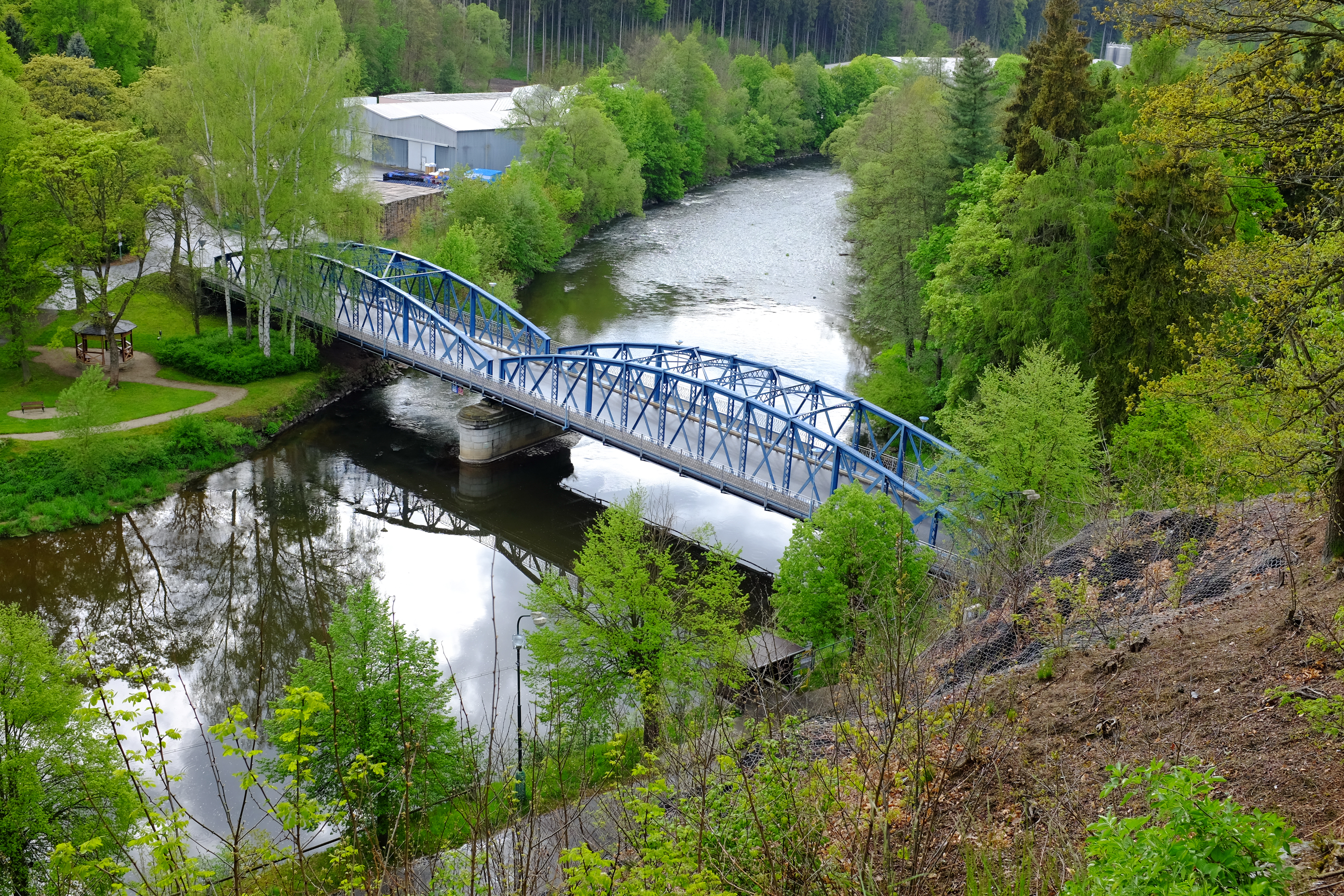
Bývalý železniční most v Kyselce
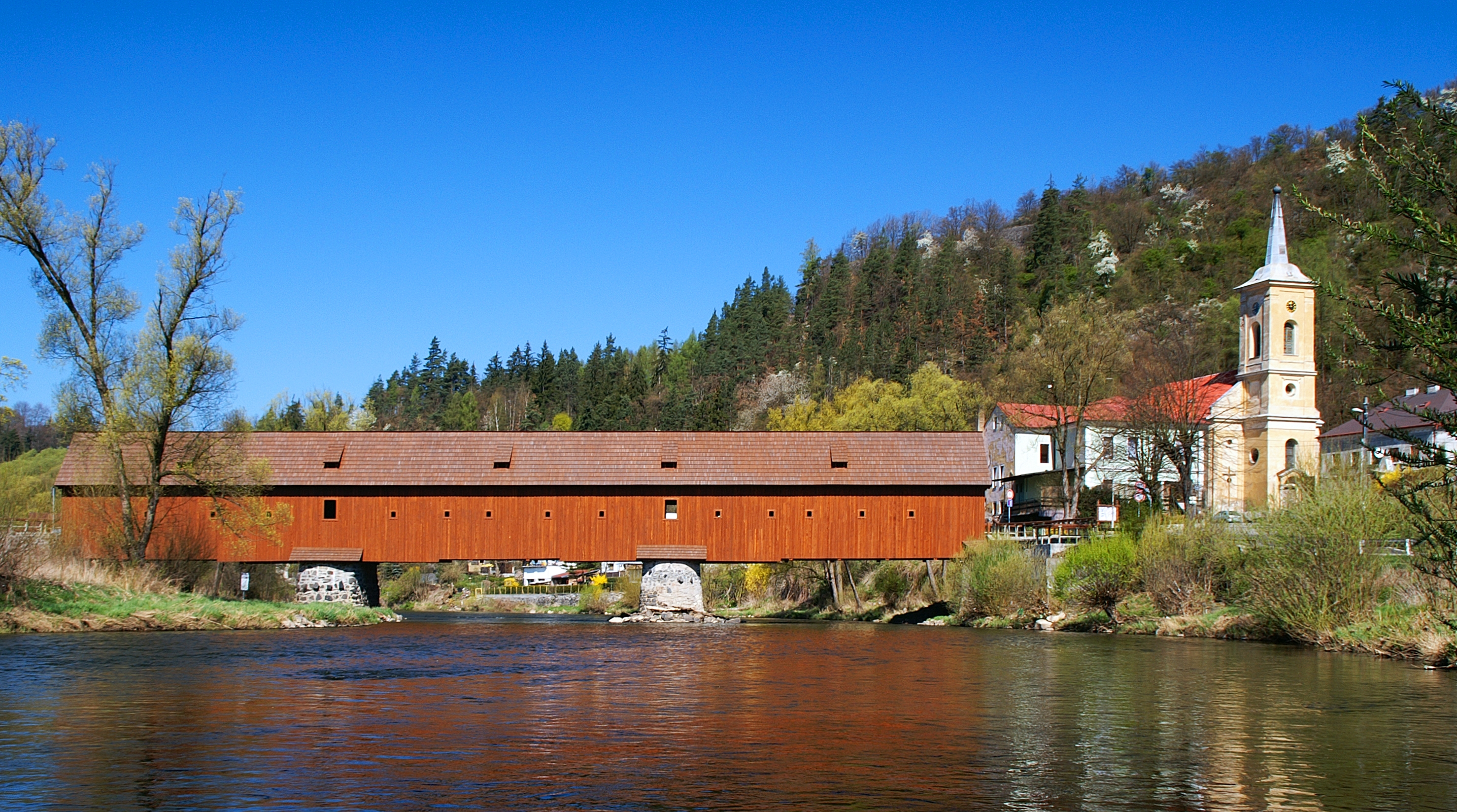
Dřevěný most v Radošově
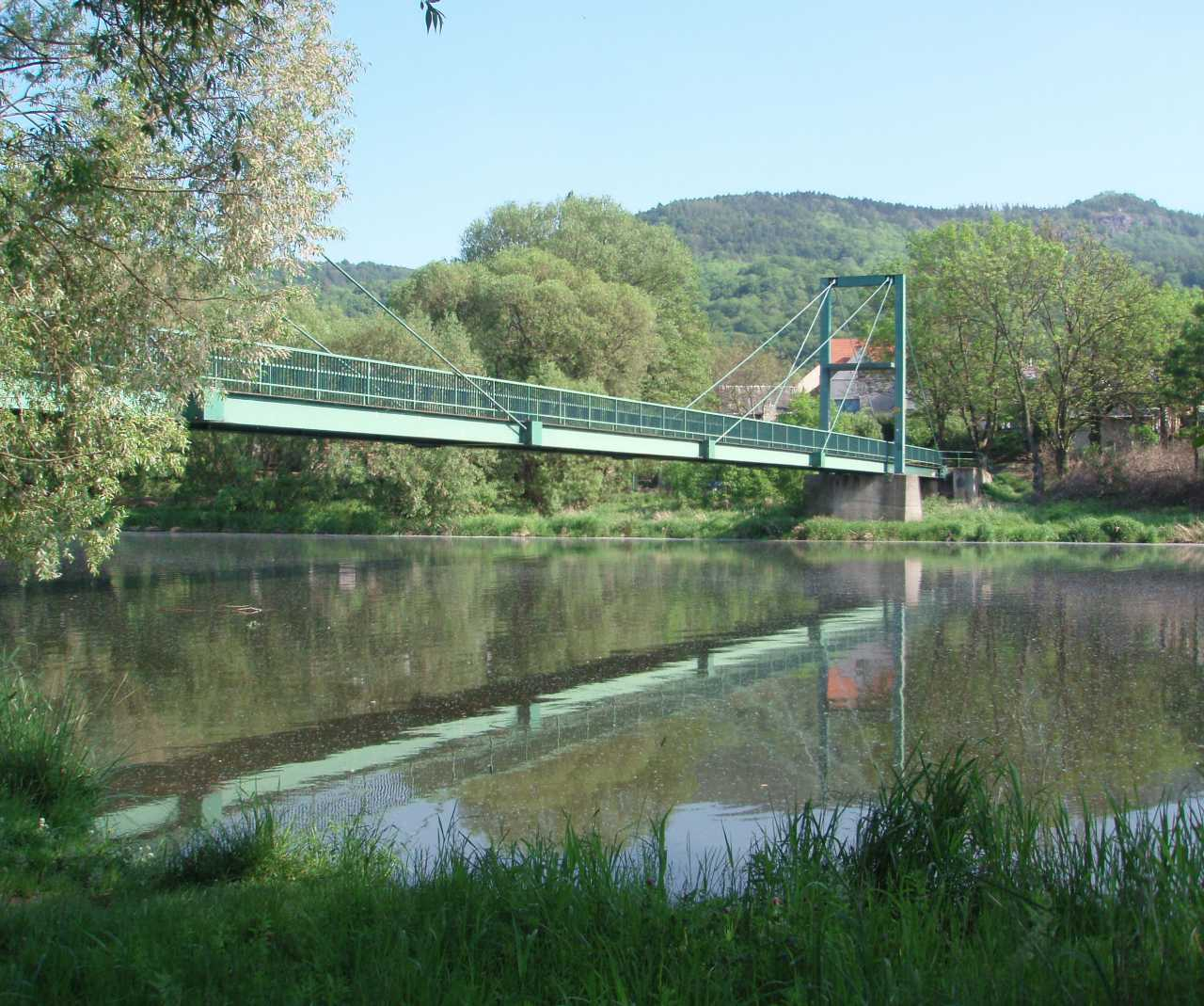
Rašovická lávka v Klášterci nad Ohří
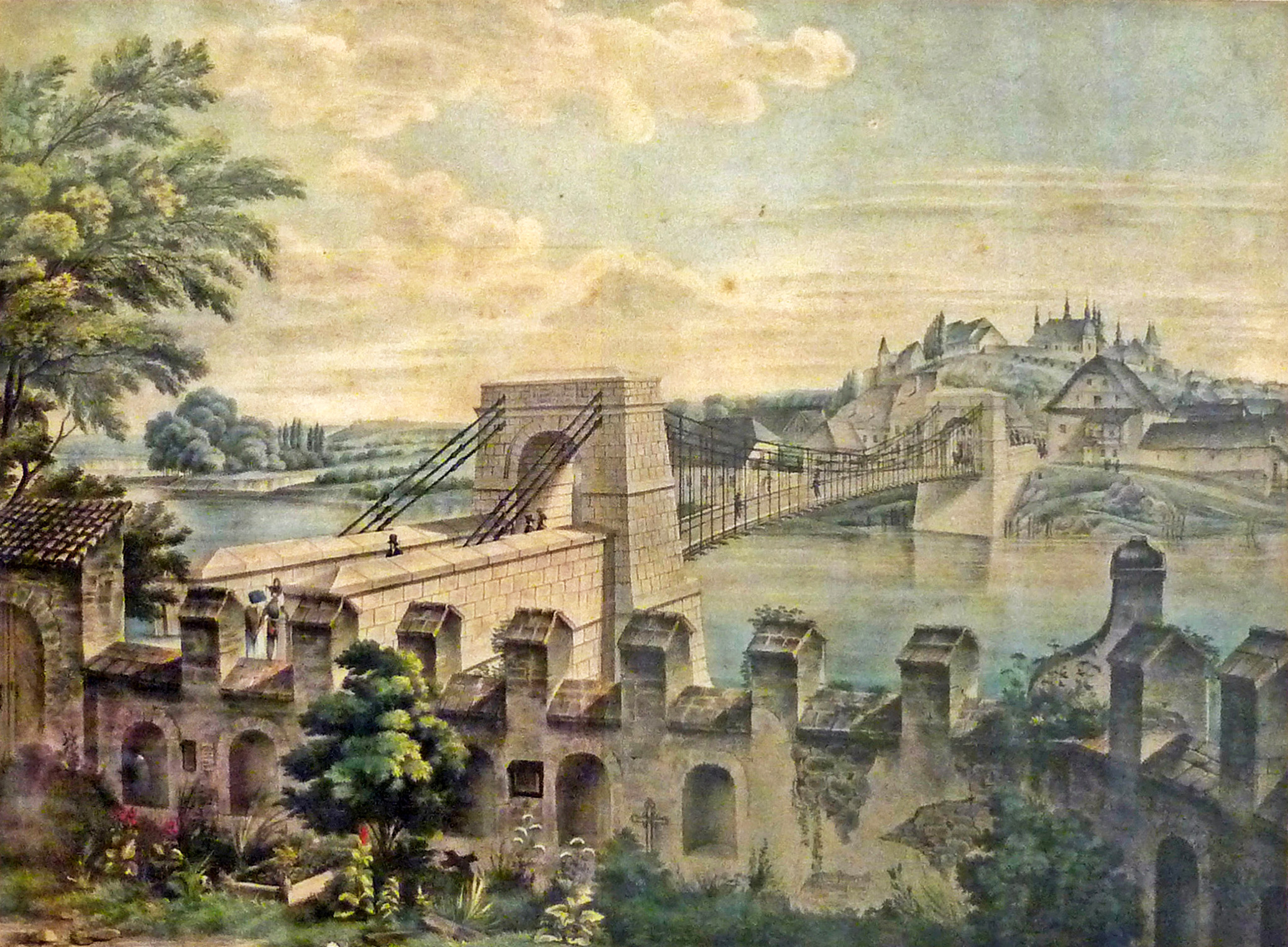
Bývalý řetězový most v Žatci
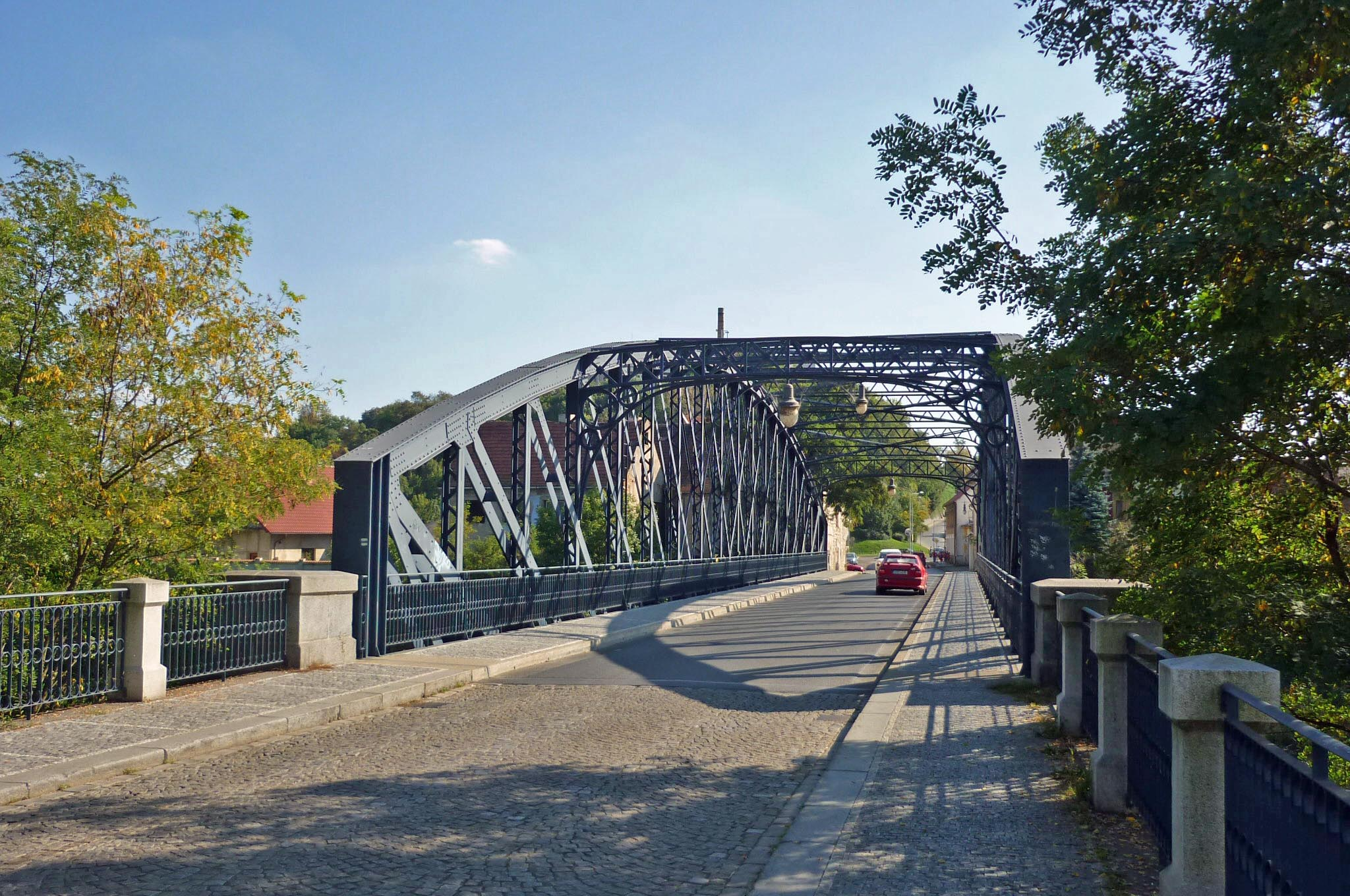
Ocelový most v Žatci

## Ochrana přírody
S řekou souvisí dvě evropsky významné lokality zahrnuté do soustavy Natura 2000 – Ramena Ohře v chebsko-sokolovském bioregionu a Kaňon Ohře mezi Loktem a Tašovicemi a Doubím. Přírodní památka Údolí Ohře se nachází u obce Staré Sedlo na Sokolovsku.